# 美国宪法
《美利坚合众国宪法》（英語：Constitution of the United States of America），简称《美国宪法》或《合眾國憲法》（Constitution of the United States），是美利坚合众国的最高法律，自1789年3月4日起生效，取代了之前的《邦联条例》。这部宪法由七篇正文构成，确立了联邦政府的基本框架，是当今世界上最早、持续运作时间最长的成文国家宪法，亦为日后许多国家成文宪法的制定提供了成功的典范。
宪法的前三条确立了“三权分立”的基本原则，将联邦政府划分为立法、行政和司法三大分支，三权完全平等，并且互相制衡。第一条规定了由众议院与参议院组成的国会，负责立法事务；第二条确立总统及其属下官员的职责，构成行政权力的核心；第三条则设立联邦司法机构，以联邦最高法院为首，行使司法审查与法律解释的职能。第四、第五及第六条则体现了联邦制的理念，分别界定了州政府与联邦政府之间的权责关系、宪法修正程序，以及联邦法律在与州法冲突时的优先地位。第七条规定了宪法正式生效所需的批准程序，即最初十三个州中有九州批准即可成立。
制宪过程始于1787年5月25日至9月17日，在费城独立厅召开的制宪会议中完成。除羅德島州外，其余十二州的议会均派出代表参加。会议原计划只是修订《邦联条例》，但由于原有体制运作不良，与会代表们决定起草一部全新的宪法 。最初由弗吉尼亚州代表提出的“弗吉尼亚方案”主张设立一个按人口比例选出的两院制国会、一个经选举产生的行政首脑以及由任命产生的司法机构。与之相对的是新泽西州提出的“新泽西方案”，坚持原有的一院制国会，每州一票，但同意设立一个由选举产生的行政部门。
最终，代表们否决了新泽西方案，并围绕奴隶制度与代表分配两个核心问题展开妥协。在奴隶制度问题上，北方各州已逐步废奴，而南方诸州则高度依赖奴隶劳动力，特别是乔治亚与南卡罗来纳。为争取南方支持，代表们同意在宪法中保障20年内不禁止奴隶贸易 ；允许各州将奴隶人口的三分之五计入联邦代表人数，以影响国会席位和税收分摊；并规定各州需归还逃亡奴隶，即使这些奴隶已逃至废奴州。此外，代表们通过了“康涅狄格妥协”，即众议院按人口比例代表各州，而参议院则由各州平均代表，每州拥有两个参议员。这一设计在很大程度上帮助宪法获得通过，同时也确立了至今仍存在的参议院不平等代表问题，以及影响总统选举的选举人团制度。
美国宪法的修订方式具有独特性，不同于许多国家对宪法条文直接修改，美国的宪法修正案以附录形式添加至原文之后，保持原始文本的完整性。《美国宪法》自1789年正式实施以来，已被修订27次。最初的十项修正案被称为《权利法案》，保障个人自由与司法公正，并限制联邦政府对各州的干预。之后的17项修正案主要致力于拓展公民权利，包括废除奴隶制、赋予妇女选举权、降低选举年龄至18岁等。同时，也有若干修正案涉及联邦权力架构与政府运作机制的调整，例如设定总统任期限制，调整总统与副总统的选举程序等。
原始宪法由当时的书记官雅各布·沙勒斯（Jacob Shallus）手写于五张羊皮纸上，如今珍藏于华盛顿国家档案馆。

## 历史

### 背景
在1774年9月5日至1781年3月1日期间，北美十三殖民地的代表在费城召开第二届大陆会议，会议所在地即如今的费城独立厅。这段时期内，会议实际上成为了美国革命时期的临时中央政府。与会代表多是由各殖民地的革命通讯委员会选出，而非殖民地政府正式委任。这种代表结构反映了当时各殖民地普遍不满英国统治，正逐步朝向自主建国的方向迈进。
在大陆会议的主持下，美国最初的全国性宪法《邦联条例与永久联盟》（Articles of Confederation and Perpetual Union）于1777年6月由一委员会草拟，并于当年11月提交大会通过。由于各州批准进度不一，该文件直到1781年3月1日才由全部13个州正式批准生效。《邦联条例》为各州之间建立起一个松散的联盟，其中央政府，即邦联议会（Confederation Congress），被赋予极有限的权力，几乎无法对成员州施加实际管控。尽管国会拥有部分决策能力，但却缺乏执行权，几乎所有重大决议，包括修改条例本身，都必须经过13州一致同意方可实施。
尽管《邦联条例》存在种种局限，但基于第九条赋予国会的权力，它所创建的州际联盟在当时已堪称是共和制联盟中的强者。然而，正如乔治·华盛顿所言，最大的难题在于“没有钱”。虽然国会拥有印钞权与借款权，却无法向各州征税或强制执行财政义务。几乎所有州都未依规定缴纳应承担的联邦税款，甚至有的州完全拒付。部分州虽勉力承担了对本州公民的国家债务利息，却从未偿还对外国政府的欠债。到1786年，美国面临国家信用破产的边缘。
在军事与外交事务上，邦联体制同样捉襟见肘。当时联邦政府编制的常备军仅有625人，多数被派驻于已不具威胁的旧英军堡垒。而士兵们长期无薪，频频出现逃兵、甚至意图叛变的情形。与此同时，西班牙关闭了密西西比河下游的新奥尔良港口，严重阻碍美方贸易；北非巴巴里海盗劫持美国商船，而国库却无力支付赎金。在应对此类危机时，邦联议会既无信用可借，亦无财政资源可用，几乎束手无策。
在国内事务上，《邦联条例》未能统一各州之间的利益和政策。例如，尽管1783年《巴黎条约》已正式确认美英和平及美方主权地位，但南卡罗来纳与纽约等州仍继续审判战时效忠英国的保皇党并没收其土地，公然违反条约。各州政府亦自行其是，分别与外国缔约、设立关税壁垒、组织军队乃至发动军事行动，完全无视邦联议会的权威。
1786年9月，为解决各州间不断升级的贸易壁垒问题，数州代表在安纳波利斯会议上试图达成共识。会上，詹姆斯·麦迪逊首次公开质疑《邦联条例》的合法性和实用性，提出其作为“国家宪章”已不具备维持有效政府的能力，康涅狄格州甚至连续两年拒绝向联邦政府缴纳任何赋税。当时更流传着纽约部分议员与加拿大总督秘密通信、意图煽动叛乱的传言；而南方的佐治亚州则因克里克族原住民的袭击而陷入军事戒严状态，传言称英国正在暗中资助这些袭击。与此同时，马萨诸塞州发生了震动全国的谢伊叛乱（1786年8月至1787年6月），该州财政濒临崩溃，无力动用国会力量应对危局。最终，由本杰明·林肯将军临时向波士顿商人筹资组建志愿军平息叛乱，充分暴露了邦联政体缺乏全国性应变能力的现实。
在邦联制度下，国会的运作日益瘫痪。除非有九个州同意，否则重大议案无法通过；部分议案甚至要求13州全体一致。一旦某州仅有一名代表出席，则该州无表决权；如代表意见分歧，该州亦无法计入有效票数。到1787年前后，邦联议会几乎已放弃日常治理，许多革命领袖如华盛顿、富兰克林和鲁弗斯·金等人对共和国前途深感忧虑，他们曾怀抱的“人民主权”、“定期选举”、“摆脱世袭统治”的理想正逐渐陷入信心危机。
最终，邦联议会于1787年2月21日通过决议，召集各州派遣代表前往费城召开制宪大会。此次会议的宗旨已不再是零星修补条例条文，而是“出于唯一而明确的目的”，对整个联邦体制进行“彻底修订”，以使“联邦宪制足以应对国家治理与维护联盟的需要”。会议最终的提案须经国会批准，并由各州批准方能生效。这项决议为随后《美利坚合众国宪法》的诞生铺平了道路。

### 起草过程

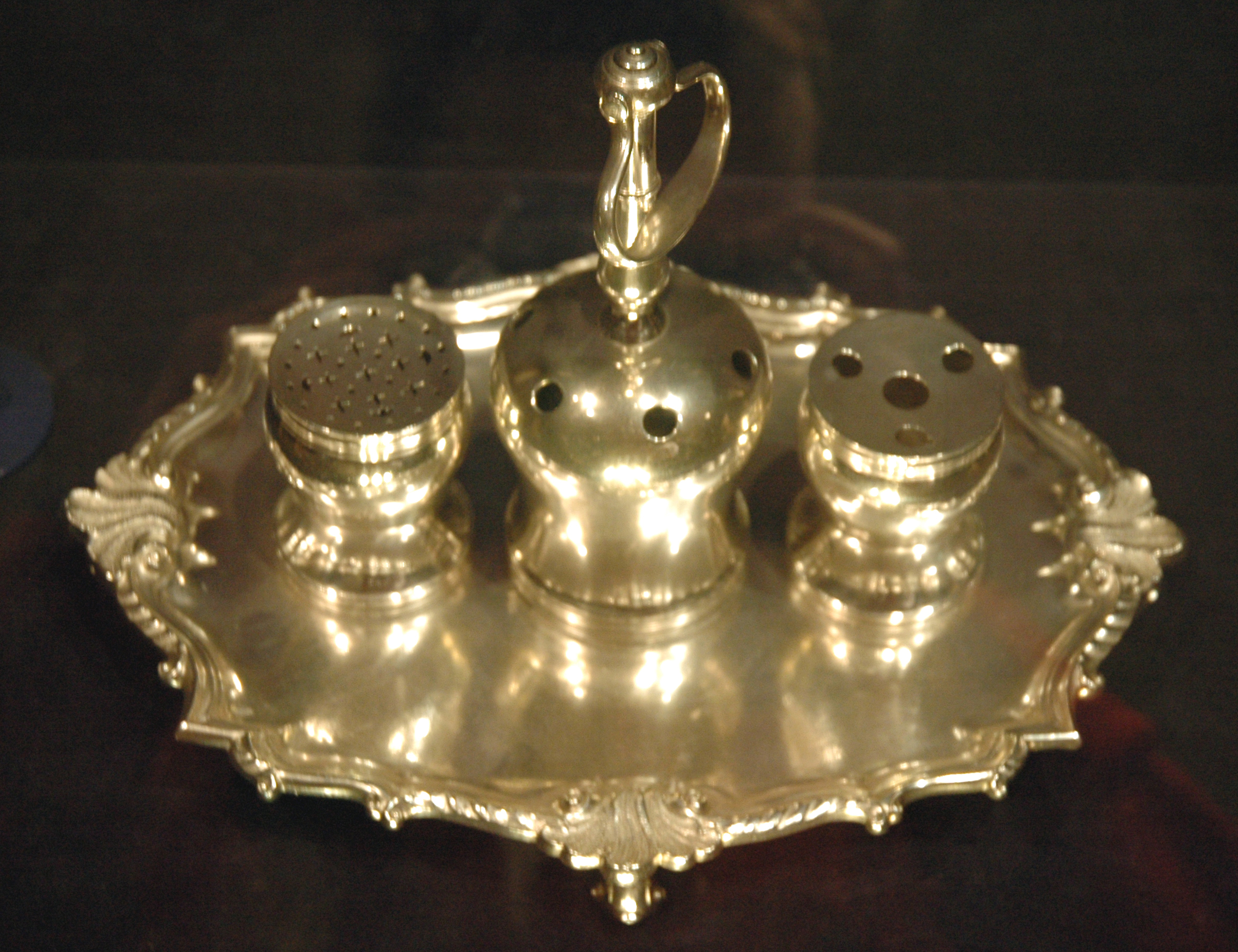
当年制宪代表在草案上签字时所使用的银制墨水盒

1787年5月14日，制宪大会按计划在费城召开，但当日仅有弗吉尼亚州与宾夕法尼亚州的代表到场.，由于未达到法定人数，会议被迫延期。直到5月25日，七个州的代表抵达，才得以正式开始会议。最终，共有12个州派出代表参加会议，唯一缺席的是羅德島州。各州原先共指派了74名代表，其中55人实际出席，他们普遍认为，《邦联条例》下的中央政府权力过弱，必须建立一个更有效、具强制力的中央政体以维护国家整体利益。
会议伊始，代表们提出了两套主要的政府架构方案。第一套是由弗吉尼亚州代表提出的“弗吉尼亚方案”，又称“大州方案”或“兰道夫方案”。该方案主张建立一个由两院组成的国会，并依照各州人口比例分配代表席位。这一设想受到人口众多州份的支持，其理论基础主要源于约翰·洛克的“民众同意”理念、孟德斯鸠的“三权分立”思想以及爱德华·科克对公民自由的强调。
另一套方案是由新泽西州代表提出的“新泽西方案”，也被称作“小州方案”。该方案主张维持单一院制的国会，并赋予每州一票，强调各州平等地位。这一主张受到人口较少州份的青睐，其理念根源于英国辉格党人的传统观念，如埃德蒙·伯克关于政治程序的信任，以及威廉·布莱克斯通强调议会主权的观点。该方案背后的信念是：各州作为独立实体，自愿加入联邦，应保有原有主权。
1787年5月31日，大会转为全体委员会形式，开始就弗吉尼亚方案进行逐条讨论，并于6月13日提出修订版。随后，新泽西方案作为对弗吉尼亚方案的回应被正式提出。由于两套方案在议会代表分配上的根本分歧，大会陷入僵局。7月2日至16日，由各州代表组成的“十一人委员会”试图就这一问题达成妥协。各方一致同意联邦政府应采取共和制，并由人民通过各州代表予以体现。在议会代表制度上，主要需解决两个问题：各州如何在联邦国会中分配票数，以及代表应由谁选举产生。最终，“康涅狄格妥协”或称“大妥协”方案获得多数支持。该方案建议：众议院议席依照各州人口比例分配，由人民直选；参议院则采取各州平等代表制，每州两名参议员，由州议会选出。此外，所有财政法案必须自众议院发起。
“康涅狄格妥协”成功缓和了主张国家权力加强者与州权拥护者之间的对立，开启了一系列以妥协为基础的后续讨论。诸如总统任期与选举方式、总统权力界限、联邦司法体系权限等议题，也都在相互让步中得以解决。为兼顾南方利益，会议还通过了“五分之三妥协”，即奴隶可按总人口的五分之三计算在各州人口总数中，以决定众议院代表数与税收份额。
7月24日，大会选出细节委员会，由约翰·拉特利奇（南卡罗来纳）、埃德蒙·伦道夫（弗吉尼亚）、内森尼尔·戈勒姆（马萨诸塞）、奥利弗·埃尔斯沃思（康涅狄格）和詹姆斯·威尔逊（宾夕法尼亚）等人组成，负责起草一份综合既有讨论成果的宪法草案。大会自7月26日休会至8月6日，等待该委员会的报告。该委员会最终提交了一份共含23条正文与序言的宪法草案，内容大体符合此前通过的各项决议，但亦增补了若干制度性内容。
8月6日至9月10日，大会对草案逐条进行审议与修订，并就诸多细节问题达成进一步妥协。9月8日，为将草案整理为最终定稿，大会任命了文体与修辞委员会，成员包括亚历山大·汉密尔顿（纽约）、威廉·塞缪尔·约翰逊（康涅狄格）、鲁弗斯·金（马萨诸塞）、詹姆斯·麦迪逊（弗吉尼亚）和古弗尼尔·莫里斯（宾夕法尼亚）。最终版本的宪法于9月12日提交大会审阅，包括七条正文、一篇序言与一份结尾条款，其中莫里斯为主要起草者。该委员会还起草了一封拟随宪法一并呈交国会的信函。
最终定稿由雅各布·沙勒斯誊写，并于9月17日大会最后一次会议上正式呈交表决。尽管多位代表对最终文本表示不满，认为其乃各方妥协下的产物，难称理想之作，但仍有39位代表在文件上签署，标志着宪法草拟程序的完成。年事已高的本杰明·富兰克林在会上表示，虽然自己并不完全同意草案中的所有内容，但他愿意接受这部宪法，因为“我不认为会有更好方案，也不能确定这不是最好的方案”。
主张通过宪法的代表们希望大会呈现出一致支持的姿态，最终的结尾条款采用“在大会上，由与会各州一致同意”（"Done in Convention, by the unanimous consent of the States present"）字样。尽管部分代表中途离席，另有三人拒绝签署，但在会议结束时，仍有11个州的代表团与纽约仅存的一位代表亚历山大·汉密尔顿一同表示支持，促使宪法最终成稿，迈出正式建立现代美国联邦政府的关键一步。

### 各州批准
|      | 日期           | 州名         | 投票结果 | 投票结果 | 赞成率 |
| 同意 | 日期           | 州名         | 反对     |          | 赞成率 |
| ---- | -------------- | ------------ | -------- | -------- | ------ |
| 1.   | 1787年12月7日  | 特拉华州     | 30       | 0        | 100%   |
| 2.   | 1787年12月12日 | 宾西法尼亚州 | 46       | 23       | 67%    |
| 3.   | 1787年12月18日 | 新泽西州     | 38       | 0        | 100%   |
| 4.   | 1788年1月2日   | 佐治亚州     | 26       | 0        | 100%   |
| 5.   | 1788年1月9日   | 康涅狄克州   | 128      | 40       | 76%    |
| 6.   | 1788年2月6日   | 马萨诸塞州   | 187      | 168      | 53%    |
| 7.   | 1788年4月28日  | 马里兰州     | 63       | 11       | 85%    |
| 8.   | 1788年5月23日  | 南卡罗来那州 | 149      | 73       | 67%    |
| 9.   | 1788年6月21日  | 新罕布什尔州 | 57       | 47       | 55%    |
| 10.  | 1788年6月25日  | 弗吉尼亚州   | 89       | 79       | 53%    |
| 11.  | 1788年7月26日  | 纽约州       | 30       | 27       | 53%    |
| 12.  | 1789年11月21日 | 北卡罗来那州 | 194      | 77       | 72%    |
| 13.  | 1790年5月29日  | 罗德岛州     | 34       | 32       | 52%    |

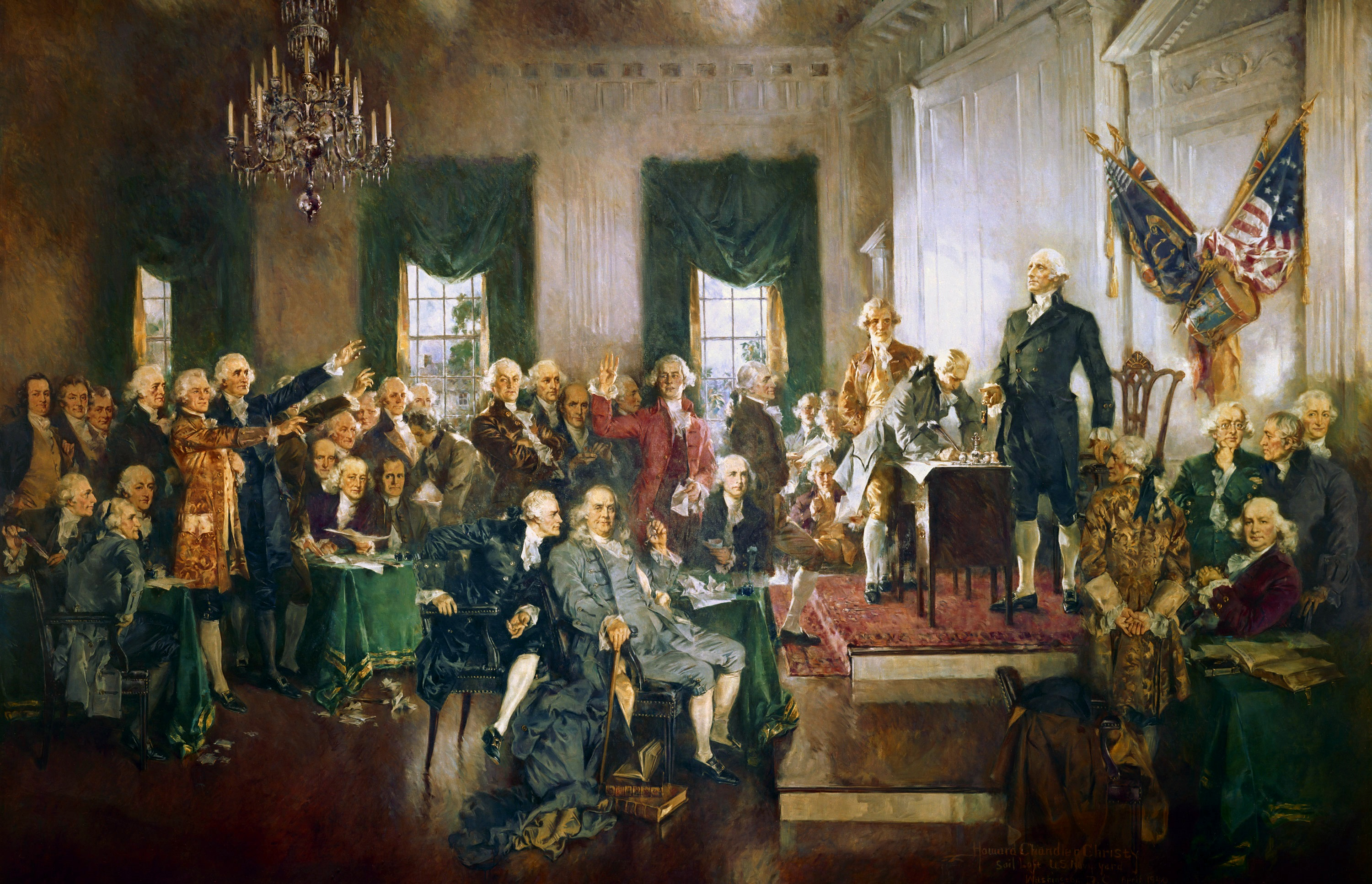
美国宪法草案签署时的情景，由霍華德·錢德勒·克里斯蒂繪於1940年4月。

1787年9月17日，《美国宪法》草案在费城制宪大会上正式签署。三天后，该文件即被提交至时任临时首都纽约市的邦联议会审议。虽然最初的目标是对《邦联条例》进行修订，但新宪法事实上构建了一个全新的政府体系。这种重大转变使邦联议会面临是否接受新方案的抉择。然而，议会并未行使否决权，而是在9月28日全票通过，将宪法草案转呈十三个州，由各州自行组织“联邦制制宪大会”进行批准。这一批准程序绕过了《邦联条例》中对宪法修订所规定的“十三州一致同意”门槛。取而代之的是，宪法草案第七条规定：只要有十三州中的九州通过，即可生效。这一机制旨在打破此前制度僵局，使改革更具可行性。
随着批准进程启动，政治格局迅速分化成两个阵营：一方是主张新宪法的联邦党人，另一方则是担忧中央集权过强、反对宪法的反联邦党人。围绕宪法条款，各州展开了激烈辩论。《联邦党人文集》便是在此背景下诞生，由亚历山大·汉密尔顿、詹姆斯·麦迪逊与约翰·杰伊三位代表在纽约撰写并发表，逐条解释和辩护宪法内容，旨在争取舆论支持，促进宪法批准。在1787年年底前，已有三个州率先通过宪法。特拉华州首先于12月7日以30比0全票通过，成为首个批准宪法的州。宾夕法尼亚州紧随其后，以46比23通过。新泽西州则再次以全票支持通过。进入1788年后，康涅狄格州与佐治亚州也分别以压倒性多数赞成。
然而，宪法批准进程在一些关键大州遇到阻力，特别是在马萨诸塞、弗吉尼亚与纽约等地。这些州的反联邦党人担忧新宪法未明确保障公民基本权利，可能导致政府滥权。在反对声浪升高的情势下，联邦党人作出妥协，承诺一旦宪法通过，未来将增修《权利法案》，以保障人民自由权利。这一让步瓦解了反联邦阵营的部分根基。1788年6月21日，新罕布什尔州成为第九个批准宪法的州，标志着宪法正式获得生效所需的最低门槛。三个月后的9月17日，邦联议会确认已有11个州完成批准，并随即通过决议：1789年1月7日举行首届国会议员选举，2月4日举行首届总统选举，3月4日正式启动新政府，由第一届联邦国会在纽约市召开。与此同时，邦联议会还决定向马里兰州与弗吉尼亚州购买一块面积为100平方英里的土地，作为未来永久联邦首都的选址，即后来的华盛顿哥伦比亚特区。
虽然宪法已经开始实施，但仍有两个州尚未加入新联邦体制。北卡罗来纳州坚持等待《权利法案》由新国会通过后再行批准。直到1791年，随着《权利法案》的正式通过并成为宪法前十项修正案，该州才完成批准程序。罗得岛州的批准则更为迟缓。在新联邦政府建立后，该州仍拒绝加入，直到面对来自其他州贸易封锁的威胁，最终于1790年5月迫于压力才通过宪法，成为第十三个也是最后一个批准的州。

## 宪法思想渊源
《美国宪法》作为世界上最早实施且持续有效的成文宪法，其思想渊源深受英国宪政传统、启蒙时代哲学以及本土政治经验的多重影响。这些影响融合并形成了美国宪政制度中诸多核心原则，如法治、人民主权、分权制衡、权利保障与联邦制等，构筑了美利坚合众国政治体制的根基。

### 英国宪政传统
在构思美国宪法时，制宪者大量借鉴了英国的《大宪章》（Magna Carta）。该文献最早于1215年颁布，起初是限制国王专权、保障贵族权益的契约，但随着历史发展，它逐渐演变为反对专制统治、捍卫自由权利的象征。《美国宪法》中的正当程序条款（Due Process Clause）便是对英国普通法体系和《大宪章》精神的延续。《大宪章》明确限制了国王的权力，提出任何人不能被随意剥夺生命、自由或财产。这一原则在美国宪法中被加以发展，成为保护个人免受国家滥权的重要制度保障。《大宪章》及其所代表的法治思想，不仅被英国本土继承，也被美国建国者引为规范国家行为和公权力边界的法理来源。
在权利保障方面，美国宪法的《权利法案》深受1689年英国《权利法案》的启发。两者都规定了陪审团制度、持有武器权，并禁止过高保释金与残酷和不寻常的惩罚。这些权利观念早在各州宪法及《弗吉尼亚权利宣言》中已现端倪，美国宪法仅是对其联邦层面的确认。

### 欧洲启蒙思想
与英国法律传统并列的，是欧洲启蒙思想对美国宪法结构的深远影响。法国哲学家孟德斯鸠对古罗马共和国制度的研究影响了美国关于制衡与分权的构想，他在其著作《论法的精神》（The Spirit of Law）中提出“分权制衡”的理论，主张将国家权力划分为立法、行政与司法三种，并分别授予不同的机关，各自独立运行，相互制衡，从而防止权力集中而导致的专制。他强调，这种制度安排的根本目的在于保护人民的自由，并通过各部门之间的对抗实现制衡和平衡。这一理念在《美国宪法》第一至第三条中得到充分体现：国会行使立法权，总统执掌行政权，联邦法院系统负责司法权。此外，孟德斯鸠关于权力互相制衡的思想，也在联邦党人文集（如麦迪逊的第47号文与汉密尔顿的第78号文）中被清晰地阐释。美国最高法院在历史上也曾多次引用孟德斯鸠的理论，以验证宪法中权力制衡结构的合法性。
1688年光荣革命后，英国政治哲学家约翰·洛克对英国政治思想产生了重大影响，他扩展了同代人托马斯·霍布斯提出的社会契约论，“政府权力源于人民同意”的主张亦深刻影响了美国宪政理念。在《政府论两篇》（Two Treatises of Government）中，洛克提出人民拥有不可剥夺的生命、自由与财产权利，政府的合法性来自于保护这些权利的承诺。这些观念被制宪者广泛接受，以此为依据确立了代议制度、宪法优位和有限政府等基本原则。约翰·亚当斯、托马斯·杰斐逊、詹姆斯·麦迪逊等人皆对洛克思想有所继承与发展，尤其强调个体权利与政府责任之间的关系。
与此同时，英国法律学者爱德华·柯克与威廉·布莱克斯通对宪法的法律结构也产生了重大影响。柯克曾在《英格兰法律原理》（Institutes of the Lawes of England）中强调，《大宪章》的保护适用于所有英国臣民，而不仅仅是贵族，并强调普通法的优越地位。布莱克斯通的《英格兰法释义》（Commentaries on the Laws of England）被认为是美国建国初期最具影响力的法律著作之一，麦迪逊与其他制宪者在起草宪法时屡次引用该书内容，此后美国的立法者、法官和法学家亦广泛引用其对英国普通法的系统阐述，对美利坚法治文化产生深远影响。
苏格兰启蒙运动同样对美国宪法思想产生影响。历史学家赫伯特·施奈德指出，“苏格兰启蒙运动可能是美利坚启蒙时代中最具影响力的思想传统”。这一思想潮流强调理性、经验与自由权利，推动了个人自由、法治与公共教育等观念的传播。政治哲学家大卫·休谟是当时影响甚广的人物，他的怀疑主义与经验主义思维深受本杰明·富兰克林的欣赏，后者曾在1760年访问爱丁堡并研究休谟的著作。两人共同认为高位公职人员不应享有高薪，并相信普通百姓在选举代表时比上层社会更具判断力。
在对欧洲制度的评估上，美国建国者亦表现出审慎与批判。富兰克林在制宪会议上曾坦言，他们遍观古今各类共和国政体，却无一完全适用于新大陆的实际情况。托马斯·杰斐逊则认为欧洲大多国家为专制君主制，与美国人民的平等精神格格不入。托马斯·杰斐逊在1787年致约翰·拉特利奇的信中，杰斐逊甚至认为唯一可与美国政府相比的是美洲原住民的部落制度，因其更少依赖法律而更接近自然状态。

### 原住民影响论
关于美洲原住民对美国宪法的潜在影响，有学者指出易洛魁联盟的政治理念或许启发了联邦制结构。唐纳德·格林德与布鲁斯·约翰森等印第安史学者认为有“压倒性证据”表明，美国宪法部分理念借鉴了易洛魁的制度，特别是在联邦结构、合议制与部落间协商机制方面。然而，这一“易洛魁影响论”亦受到学界部分人士的质疑与批评。历史学家塞缪尔·佩恩、威廉·斯塔纳与乔治·哈梅尔等认为该论点缺乏直接证据，而考古学家菲利普·莱维更将其视为巧合，并非有意借鉴。人类学家伊丽莎白·图克则批评此理论为“白人对印第安人概念的误读”与“学术误解”的产物。曾在史密森学会美国民族学局任职的易洛魁裔民族学家约翰·拿破仑·布林顿·休伊特，虽被视为研究易洛魁制度的重要人物，也否认其对美国宪法或富兰克林的联邦构想有重大影响。

## 宪法构成

### 宪法序言
美国宪法的序言作为整部宪法的开端，简短却极具意义，不仅勾勒出新政府的宗旨，也传达出宪法权威的根源所在。
We the People of the United States, in Order to form a more perfect Union, establish Justice, insure domestic Tranquility, provide for the common defence, promote the general Welfare, and secure the Blessings of Liberty to ourselves and our Posterity, do ordain and establish this Constitution for the United States of America.
译文如下：
| “ | 我们合众国人民，为建立更完善的联邦，树立正义，保障国内安宁，提供共同防务，促进公共福利，并使我们自己和后代得享自由的幸福，特为美利坚合众国制定本宪法。 | ” |

这段序言明确指出，宪法的制定并非由各州单独授权，而是由“我们合众国人民”集体赋予合法性。这一表达方式在当时具有深远意义，它标志着政府合法性的根源在于人民而不是国家。该序言的最终文辞由宾夕法尼亚州代表古弗尼尔·莫里斯主笔，他也是制宪会议中文体与修辞委员会的主席。莫里斯所作的修改，不仅提升了语言的凝练与感召力，也强化了宪法的象征意义，使其开篇即展现出统一、权威与人民赋权的特质。
相较于原先草稿中拟采用“我们人民”（We the People）之后列出十三个州名称的表述，最终定稿中的“我们合众国人民”更具整体性与统一性，也避免了州名变化所可能带来的问题，具有更强的持续适用性和象征意义。莫里斯用“合众国”来代替各州的名称，然后列出了宪法的六个目标，而这些目标在宪法初稿中均未提及。
宪法序言不仅阐明了政府存在的理由，也为宪法各项条款的理解提供了指导原则。尽管宪法序言在法律上并不具备可直接执行的效力，但它在宪法解释中经常被引用，用以揭示整部宪法的精神与意图。

### 宪法正文

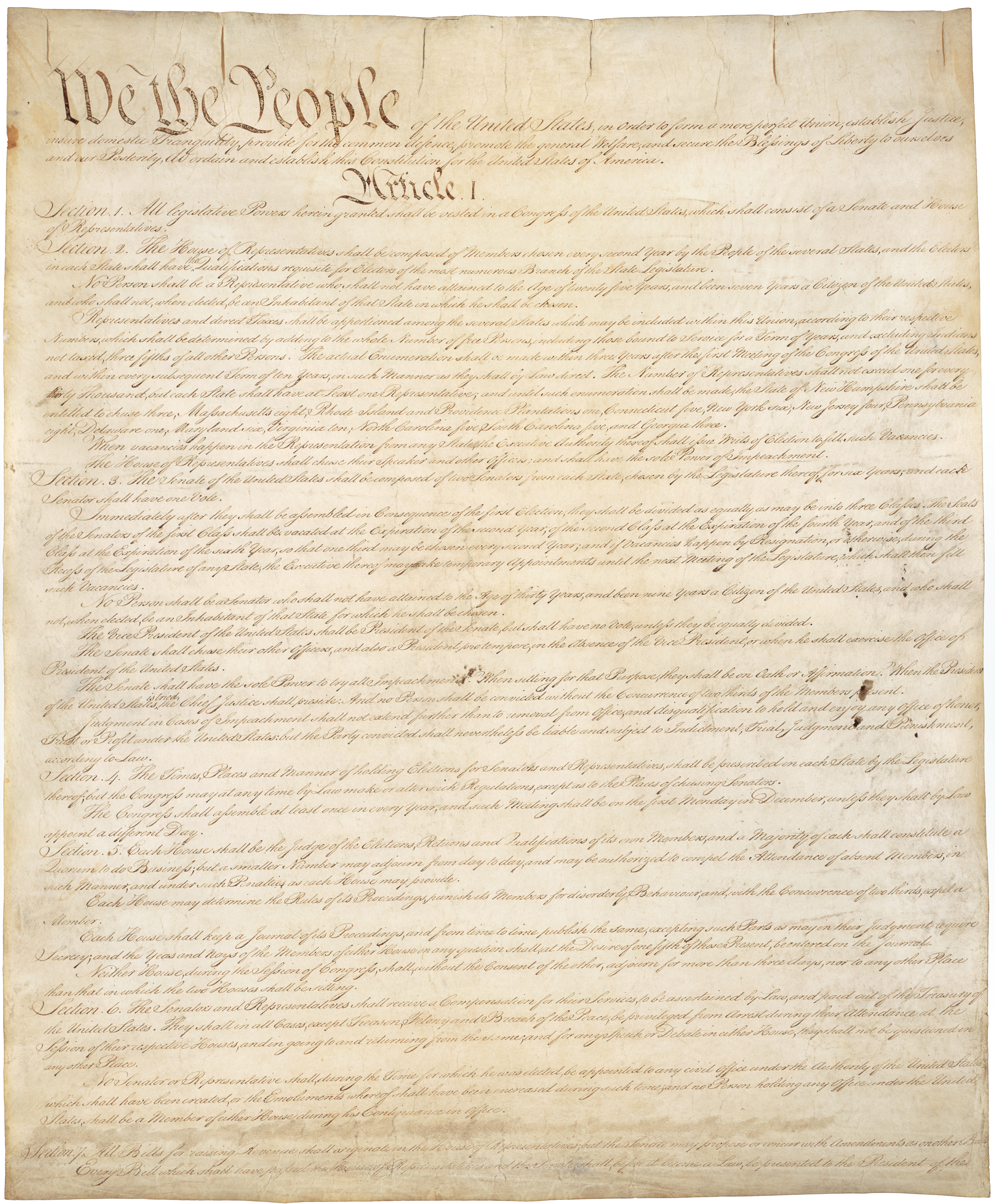
美國憲法原稿第一頁

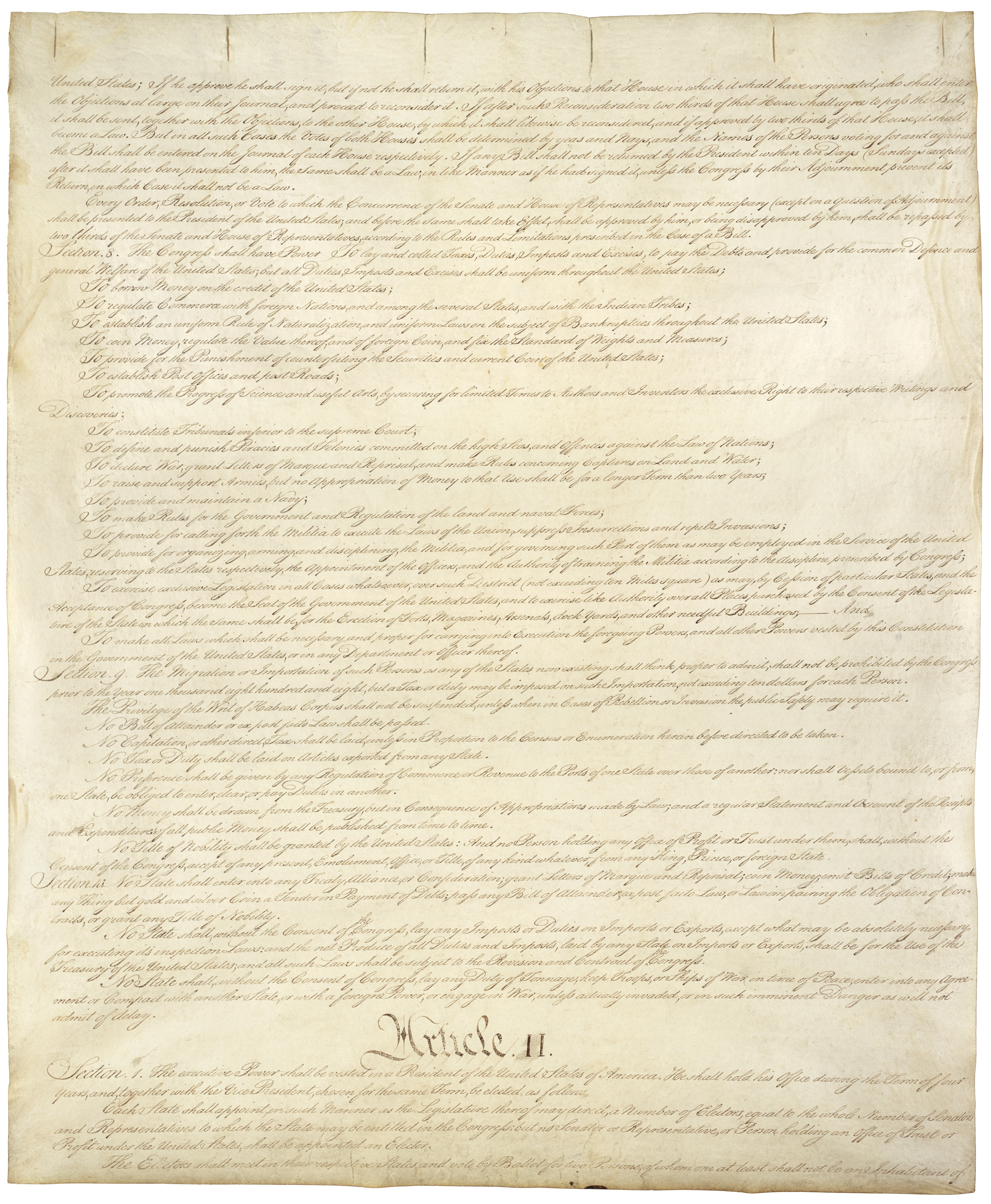
美國憲法原稿第二頁

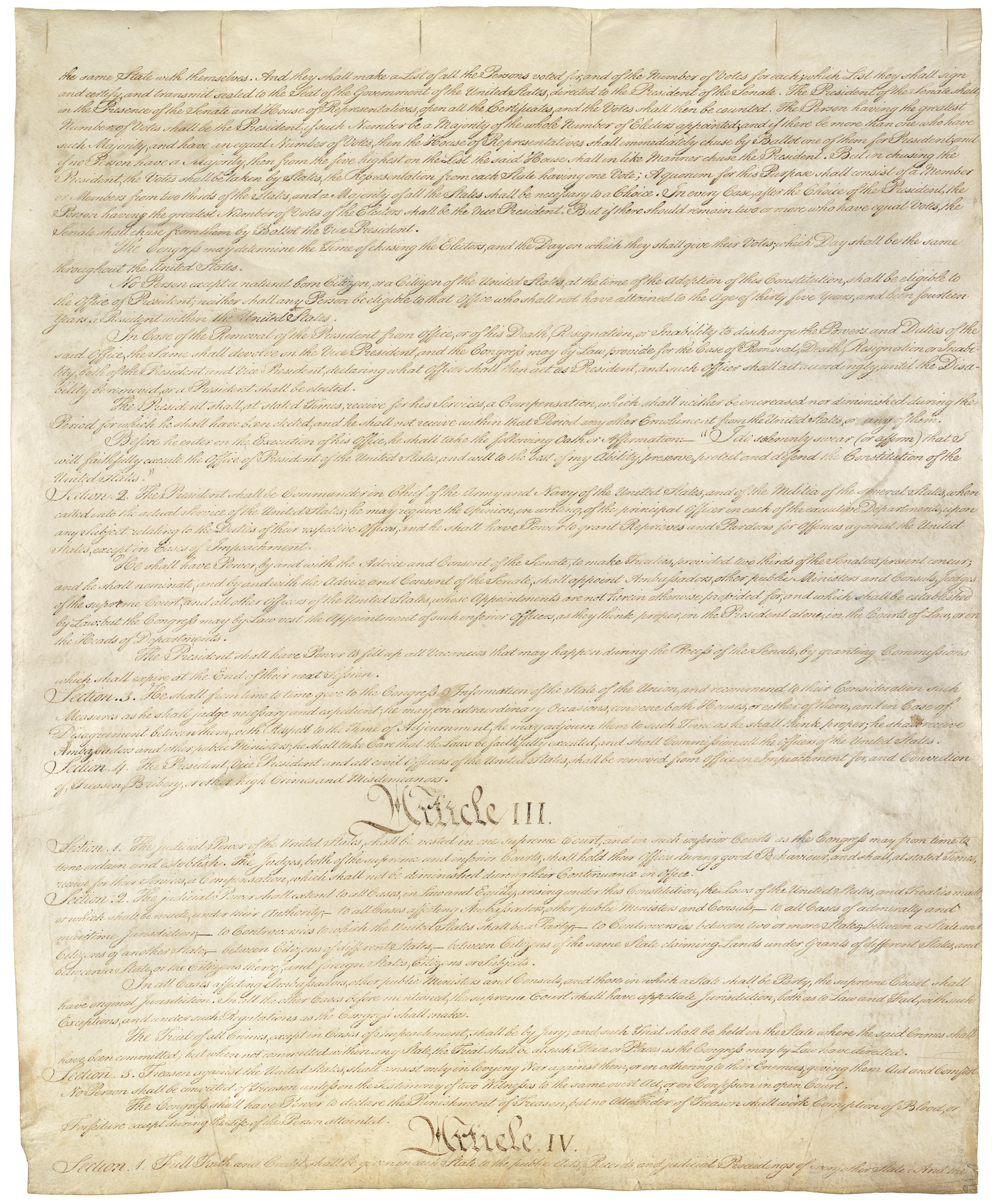
美國憲法原稿第三頁

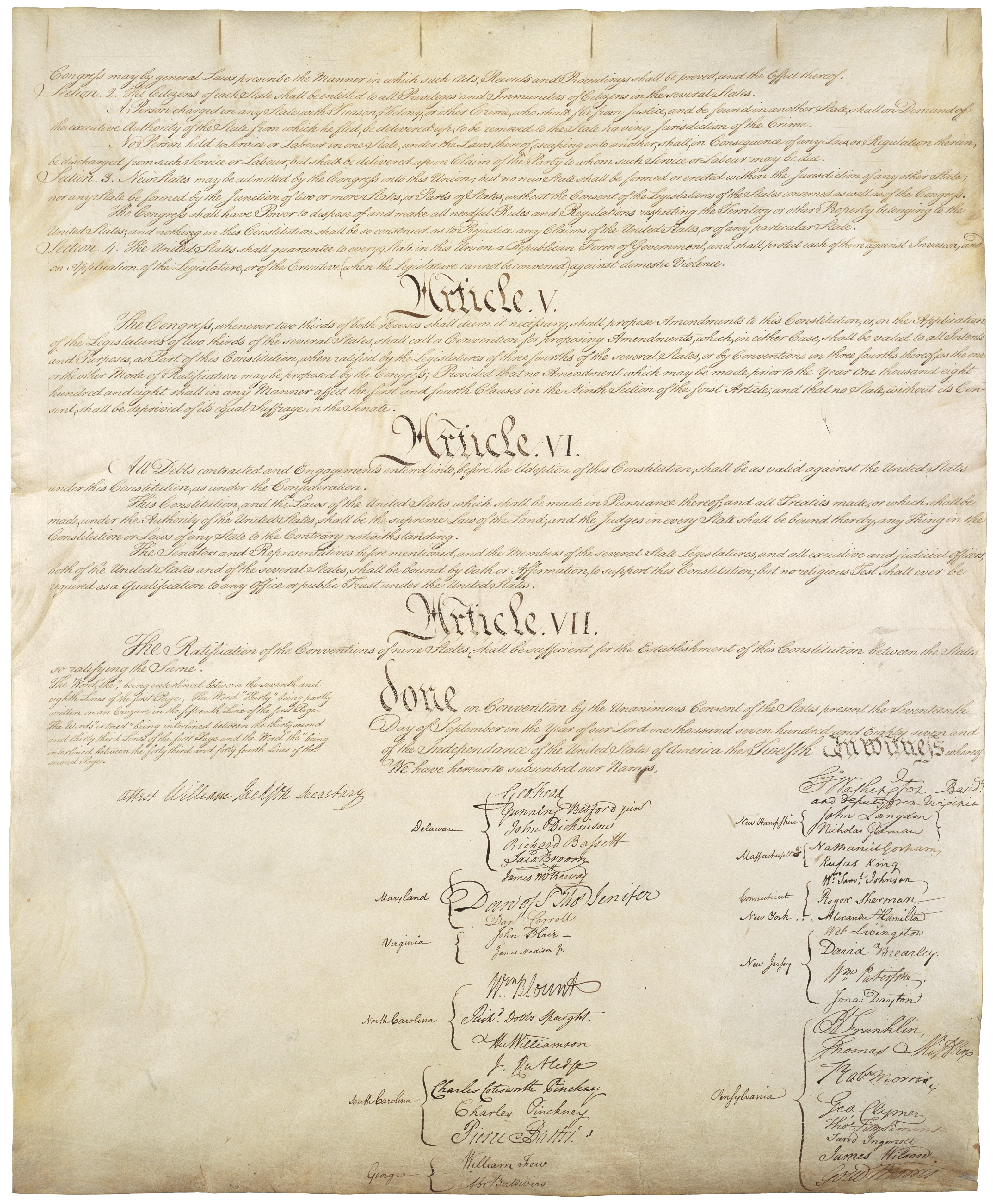
美國憲法原稿第四頁

在序言之后，美国宪法的正文由七条组成。其中前三条主要规定了联邦政府立法、行政和司法三大分支的权限范围和组织运作；第四条说明了各州和联邦相应的义务、责任以及将来新州加入联邦的程序；第五条规定了将来需要对宪法进行修改时所需通过宪法修正案的具体程序；第六条则说明了宪法的法律地位；第七条规定了宪法生效所需要经过的程序。

#### 第一条（立法权）
美国宪法的第一条确立了联邦政府的立法部门，即国会，并对其组成、成员资格、权限和限制进行了详细规定。这一条款是宪法架构的核心部分，反映了制宪者对权力分立与代议政治的基本信念。第一条第一款开宗明义地指出：
All legislative powers herein granted shall be vested in a Congress of the United States, which shall consist of a Senate and House of Representatives.
译文如下：
| “ | 本宪法所授予之一切立法权，应属于美利坚合众国之国会，此国会应由参议院与众议院组成。 | ” |

这一规定明确赋予国会所有立法权，并设定两院制的结构。众议院和参议院的设立旨在在民意代表与各州利益之间取得平衡。众议院代表人民，议员按人口比例分配；参议院代表各州，每州有两名参议员，确保人口较少的州份在联邦中的话语权。第一条还规定了众议员与参议员的资格标准。众议员需年满25岁，成为美国公民至少7年，并在所代表的州居住。参议员则需年满30岁，成为公民至少9年，也必须是该州居民。
第一条第八款详细列举了国会的权限。财政方面，国会有权征税、借款、偿还国债，并为“共同防务与普遍福利”提供资金。国会可以管理对内商业、破产事宜，并铸币。对内政事务，国会有权制定规则以管理军队与民兵，镇压叛乱并抵御外敌入侵。此外，国会还可制定归化标准、统一度量衡、设立邮局与邮路，以及授予专利权。在对外交往方面，国会可界定并惩罚海盗行为与违反国际法的罪行，有权宣战并制定战争规则。此外，国会还被赋予直接管理联邦特区与军事设施的权力。在上述列举权之外，第八款的最后一项，即必要与适当条款（Necessary and Proper Clause），又称弹性条款，赋予国会为执行其宪法授权职责而采取必要手段的权力。这一条款为国会的职权提供了广阔的解释空间，不再要求每一项权限必须明确写入宪法。
第一条第九款也列举了八项具体的限制，旨在防止国会滥用权力，维护联邦体制的权力平衡。例如，国会不得颁布追溯法或剥夺公权法，不得给予贵族称号，不得无正当理由中止人身保护令等。在美国宪政实践中，最高法院对第一条的若干条款进行了广义解释，尤其是对商业条款（Commerce Clause）与必要与适当条款的解释扩大了国会的权力。例如，在1819年著名的“麦卡洛诉马里兰州案”（McCulloch v. Maryland）中，首席大法官约翰·马歇尔指出：“只要目的正当，符合宪法的范围，且所采取的手段适当、并未被宪法禁止，且符合宪法的文字与精神，那么这些手段就是合宪的。”该判例奠定了联邦政府在行使职能时可以采取非明文授权但合理适当的措施的原则。

#### 第二条（行政权）
美国宪法的第二条确立了美国总统与副总统的职权、资格条件以及其在联邦政府中的角色。总统同时是美利坚合众国的国家元首与联邦政府的行政首脑，代表国家处理内政外交事务，并领导行政部门的运作。
第二条规定了总统的资格与任期。总统与副总统需由选举产生，任期四年。宪法原文未提及政党，但第十二修正案后来调整了副总统的选举程序，实际上承认了政党的存在。此外，第二十五修正案则规定了总统职位出现空缺或丧失履职能力时的继任机制。宪法规定，总统在任职期间只能领取由联邦政府发放的一份薪酬，确保其不受其他利益影响。宪法还规定了总统的就职誓词：“我将忠实地履行美利坚合众国总统的职责，并将竭力维护、保护和捍卫美利坚合众国宪法。”这段誓词不仅表明总统的职责，也凸显宪法至上的原则。
作为三军总司令，总统统帅美国军队及在动员状态下的州民兵部队。他在外交事务中的核心职责之一是与外国缔结条约，但必须获得参议院三分之二多数的同意。总统亦有权提名大使、公务员和联邦法官等官员，其任命须经参议院批准。此外，总统可在参议院休会期间作出临时任命，以确保政府运作不中断。在行政管理方面，总统依据国会的立法设立与任命各联邦机关，要求主要官员提供书面意见，以协助决策。总统有责任确保联邦法律得到忠实执行，并可在不涉及国会弹劾的前提下，行使减刑与赦免权。总统还必须向国会报告国情咨文，根据建议条款（Recommendation Clause）向国会推荐其认为“必要与适当”（necessary and expedient）的政策和立法。总统在特殊情况下有权召集或休会国会。
第二条的第四款则确立了总统及其他联邦官员的罢免机制。当总统被国会弹劾并被定罪于叛国、贿赂或其他重大罪行与不当行为时，将被依法罢免。这一规定为制衡行政权力提供了宪法保障，确保联邦官员须对其行为负责。

#### 第三条（司法权）
美国宪法第三条确立了联邦政府的司法权力体系，构成美国三权分立中的司法分支。第三条内容主要涵盖联邦法院的设置、权限、审判权范围、司法权的行使，以及对叛国罪的界定等。它不仅为联邦司法机构的架构提供了根本法律依据，也为美国司法制度的发展提供了基本框架和指导原则。
第三条第一款将联邦的司法权赋予“一个最高法院”和由国会设立的下级法院。该条款确认了联邦法院拥有解释与适用联邦法律的权力，包括审理具体案件、作出裁决、给予刑罚或命令解决争议的未来行动。虽然宪法条文本身对司法体系的结构描述较为简要，但国会在1789年通过的《司法法案》（Judiciary Act of 1789）对宪法中的规定进行了具体补充，确立了联邦司法体系的基本制度。目前，《美国法典》第28编对联邦法院的权限与管理方式进行了系统性规范。
根据最初的制度安排，联邦最高法院的法官需巡回审理来自各地地区法院的上诉案件。直到1891年，国会设立了新的三级联邦法院体系，包括地区法院、巡回上诉法院和最高法院。地区法院拥有初审权，联邦上诉法院（巡回法院）作为中级上诉法院，具有专属上诉权，而最高法院则拥有酌情受理案件的权力，不必须审理所有提交的上诉案件。为保障判决的执行，宪法赋予联邦法院刑事蔑视与民事蔑视的权力，并包含推定权力，如禁令救济与人身保护令等程序性救济。法院可因当事人藐视法庭、恶意诉讼或拒不执行法院命令而予以惩处。这些权力不仅来自宪法授权，也源于国会立法所确立的法律规则与刑罚规范，同时也涵盖非成文法范围内的司法权行使。
第二款第一项规定联邦法院仅能处理真实的案件与争议，即必须存在具体、现实的法律纠纷，不能审理假设性问题或未成形的争端。对于诉讼资格（standing）、案件是否具有审判价值（mootness）以及是否具备审判成熟性（ripeness），法院有严格标准。这些限制保障法院不介入政治领域，维持司法权独立与中立}}。
第二款第二项规定最高法院在某些案件中享有初审权，包括涉及大使、公使、领事的事务，以及至少一方为州政府的争议。此外，联邦法院对依据美国法律或条约产生的案件、海事法案件、不同州之间的土地争议、不同州公民间的案件，以及美国公民与外国政府或其公民之间的纠纷拥有管辖权。一般而言，刑事案件须在犯罪发生的州进行审理。
虽然宪法中未明文规定司法审查制度，但制宪者对此已有设想。自1803年“马伯里诉麦迪逊案”（Marbury v. Madison）起，美国最高法院确立了司法审查原则，即法院有权判定国会立法或行政行为是否违反宪法，并且可以宣布违反宪法的法律无效}}。同时，法院还可以审查包括美国总统在内各级政府颁布的法令的合宪性。但是，法院的这种审查权不能主动行使，只能在某一具体诉讼中被运用，因此这也被称作被动的审查权，例如合众国诉尼克松案。这一制度成为维护宪法至上、限制政府权力的核心机制之一。在联邦法律相互冲突时，如其中一项涉及宪法核心问题，法院可行使附属管辖权（pendent jurisdiction）。在州立法涉及联邦事务时，联邦法院也拥有有限的司法权。为维持联邦与州之间的法律统一，法院运用既判力原则（res judicata），对州法院判决给予充分尊重，确保联邦与州的法律秩序协调共存}}。
第三条第三款界定了叛国罪的法律标准。叛国被定义为“对合众国作战”或“给予与合众国交战之敌人实质援助”的公开行为，且须有两位证人证明同一具体行为。此条款限制了国会对叛国罪定义的随意更改，防止将政治反对派或和平抗议者视为叛徒，从而保障言论自由与合法异议。虽然宪法对叛国的定义非常严格，但国会仍可制定其他较轻的颠覆罪，例如阴谋罪等，用以处理国家安全相关事务}}。

#### 第四条（州）
美国宪法第四条主要规范各州之间以及州与联邦政府之间的法律关系，确立了联邦制度下国家统一与州权之间的基本框架。这一条款为各州在宪法秩序中相互协作、平等共处提供了法律基础，并赋予联邦政府一定权限以维持国家整体的稳定与安全。
第四条首先确立了完全信任与承认（Full Faith and Credit Clause）原则，要求各州对其他州的公共行为、官方记录及司法判决给予承认。这一制度确保了一州的法律文件在其他州具有法律效力，避免了因州法律差异而导致的权利空白或重复审理。例如，某一州法院的判决，在另一州具有同等效力，不得因州界改变其法律地位。国会则有权规定此类行为在他州采纳时所需的认证程序，确保其在不同州间的统一适用。
另外，宪法规定了特权与豁免权条款（Privileges and Immunities Clause），禁止任何一州对其他州的公民在法律上歧视，维护了各州居民的平等权利。任何一州不得因某人是外州居民而对其加重刑罚或剥夺其合法权益。
第四条还确立了州际引渡制度。一州被控犯罪的个人若逃往他州，所在州有义务应原州请求将其引渡回原州受审。此项规定保障了司法效率与正义执行，防止个人逃避法律责任。此外，宪法也在这一条中确立了公民在各州之间自由迁徙的权利。虽然在现代社会此项自由被广泛认为理所当然，但在以往的邦联条例时代，跨州迁徙往往受限、手续复杂。第四条明确了州际通行的权利，使得美国国民在全国范围内享有自由流动的基本保障。此外，第四条中的属地条款（Territorial Clause）赋予国会对联邦领土的管理权，包括制定规则、管理尚未成为州的地区及处理联邦财产事务。这项规定为国会管理边疆地区、印第安保留地或海外属地等非建制领土提供了法律依据。在历史发展过程中，这项权力使联邦政府能够有效管理新加入联邦的区域与公共资源。
最后，第四条第四款规定联邦政府有义务保障每一个州的共和政体，并在州遭遇入侵或内部暴乱时提供保护。这一规定确立了联邦对州的基本保障责任，防止独裁或无政府状态的出现，同时也为联邦出兵干预州内动荡提供宪法依据。这不仅有助于维持国内和平，也强调了各州政权合法性需符合共和制度的基本原则。

#### 第五条（修正程序）
美国宪法第五条规定了宪法修正的程序，是联邦宪法体制中极为重要的部分。它不仅提供了宪法变更的法律机制，也在制度设计上体现了在灵活性与稳定性之间的平衡。第五条的存在，使得宪法既不至于因环境变化而失去适应性，也避免了轻易被修改所造成的法律动荡。随着时间推移，尽管修宪程序严格，美国宪法已有27项正式修正案。
在1787年制宪会议召开前，已有八个州的宪法中包含了修正机制，其中三个州赋予州立法机关修改宪法的权力，其余五个州则规定须由特别选出的代表大会处理修宪事宜。相比之下，早期的《邦联条例》规定任何宪法修正案必须由联邦国会提出，并经13个州议会全体一致同意。这种过高的门槛，实际上导致宪法修改在实践中几近不可能，也成为《邦联条例》最关键的制度缺陷之一。美国宪法制定者在费城制宪会议中，设计了第五条作为回应，正如第43号文所述，这一修正机制意在“既避免因修改过易而导致宪法的多变，又避免因过于僵化而使已发现的缺陷长期存在”。更重要的是，它给予联邦政府与州政府在修正权上平等的起点，使得两者都可以因应自身治理经验，提出必要的改革建议。
修宪过程分为两个阶段：提案与批准。在提案阶段，有两种合法程序可以启动宪法修正案。其一是由联邦国会两院分别以三分之二多数通过修正案，这是迄今为止所有修正案使用的方式；其二则是由宪法修正提案会议提出，其召开须有三分之二州议会的请求。虽然宪法赋予这一机制合法地位，但至今尚未被实际使用过。在修正案被正式提出之后，进入批准阶段。批准也有两种方式，其一是由四分之三的州立法机关批准，即目前50个州中需至少38州通过；其二是通过州级特别召开的州批准会议。此批准方式是否使用，由国会在每一修正案中自行决定。至今，仅有第二十一修正案（废除禁酒令）使用了州批准会议的方式，其余均采用州议会批准。根据现行法律，美国档案管理员根据《美国法典》第一编第106b条（1 U.S.C. § 106b）的规定负责修宪程序的管理，尤其是在批准阶段的行政事务。一旦国会通过修正案提案，档案管理员会向各州州长发出正式通知，要求州议会或批准会议进行审议。每一州在批准后，需将经认证的原件送交档案管理员，由联邦注册办公室进行形式审查和签名认证，以确保其法律效力。
第五条还明确指出，部分宪法条文在一定条件下不允许被修正。例如，宪法第一条第九款第一项禁止国会在1808年之前通过任何限制奴隶进口的法律；而该条第九款第四项则要求对直接税的征收必须按各州人口比例分配。这两项条款在宪法生效后直至1808年为止被豁免于修正程序之外。1808年1月1日，也就是禁限解除的第一天，国会随即通过法律禁止奴隶进口。1913年2月3日，随着第十六修正案的批准，国会获得了征收所得税的权力，无需在各州之间分配或以美国人口普查为基础。另一项受保护的条款是第一条第三款第一项，涉及各州在参议院中的平等代表权。宪法明确规定，未经有关州同意，任何州不得被剥夺在参议院中的平等表决权。这一限制没有时间上的终止，是永久性的保护机制，反映出联邦制度中各州主权平等的核心原则。

#### 第六条（联邦权力）
美国宪法第六条确立了联邦宪法在美国法律体系中的最高地位，明确规定宪法本身以及依照宪法制定的联邦法律和条约优于各州的法律与宪法。无论各州的法律或宪法有何规定，州内所有法官在法律判断中都必须遵从联邦宪法及其相关法律，这一原则被称为至高条款（Supremacy Clause）。它确保了国家法律的一致性，防止各州法律因自治而出现冲突或割裂联邦统一。
此外，第六条承认在《邦联条例》体制下所产生的国家债务继续有效，这一安排有助于维护美国新政体在国内外的信用与财政稳定。第六条还规定，所有联邦和州级的立法者、公职人员及司法官员，必须宣誓或声明支持美国宪法，这一要求强调了宪法作为国家根本法的权威地位，要求政府全体成员在履行职责时以宪法为最高准则。最后，第六条的无宗教测试条款（No Religious Test Clause）明确禁止将宗教信仰作为担任联邦公职的资格条件，确保了政教分离原则的体现，防止宗教信仰成为政治权力的筛选标准，从而巩固宗教自由这一基本宪政理念。

#### 第七条（批准程序）
美国宪法第七条规定了新政府架构的正式生效程序。鉴于当时许多州内政治人物倾向于反对联邦体制，1787年费城制宪会议的代表决定采用州批准会议的方式进行宪法的批准，而非由州议会直接表决。这一安排旨在绕过州内可能存在的反对派影响，让更广泛的民意在批准过程中发挥作用，同时也使得一些无法在州议会任职的群体，如法官或牧师，有机会参与宪法的批准事务。第七条还明确规定，只要有九个州（约三分之二）通过批准大会同意宪法，宪法即正式生效 。这一“九州门槛”取代了原《邦联条例》要求全体十三州一致同意的高门槛，体现出新宪法在制度设计上的务实与灵活。如此一来，即便个别州拒绝加入，其余州也可先行建立新政府。代表们当时普遍预期，罗得岛等州可能不会率先批准，因此特别强调九州批准即可成立联邦，其他州可在之后陆续加入。

### 结尾条款
1787年9月17日，当时制宪会议的39位代表在会议结束时签署了这部经过深思熟虑而制定的新宪法。这一签署不仅仅是一种象征性的仪式，它也构成了宪法的结尾认证（eschatocol），标志着制宪工作的正式完成。在这些签名之外，结尾条款还包括一段简短的声明，宣布制宪任务已经顺利完成，签署人认同这份最终文书的内容。此外，该条款还表明了在场各州代表对宪法的通过，以及宪法通过时间，并列出了参与签署的代表名单。在文书的最后，制宪会议的秘书威廉·杰克逊还特别注明了宪法正本中手写修订的四处内容，并签名以确认其有效性，这一细节强化了整份宪法文本的真实性与权威性。
宪法结尾部分的语句由代表古弗尼尔·莫里斯起草，并由本杰明·富兰克林在会议上提交。这段语言被有意地设定为模糊而含蓄，其目的是为了争取那些在宪法各条款上仍持保留态度的代表的支持。当时支持新宪法的代表们认为，要取得必要数量州的批准以使宪法生效并不容易，因此格外希望能呈现出一个“各州一致同意”的表象。为了实现这一目的，结尾条款中采用了“由在场各州一致同意而完成”（"Done in Convention by the unanimous consent of the States present..."）这样的措辞。这种措辞虽然没有明示所有代表个体都同意宪法内容，但却成功地在形式上表现出一种集体认同。
文书的日期被特别标注为：“主历一七八七年九月十七日”("the Seventeenth Day of September in the Year of our Lord"）以及“美利坚合众国独立第十二年”("of the Independence of the United States of America the Twelfth."）。这种双重纪年方式既体现了西方宗教文化的传统，也将宪法与《独立宣言》中所提出的政治原则相联系。这种形式不仅可在《美国宪法》中见到，也出现在《邦联条例》和《西北土地法令》中。
虽然结尾条款不涉及宪法对政府权力的授予或限制，也不包含具体的法律条文内容，但它在法律和历史意义上具有认证和见证的功能。它确认了制宪会议最终文本的内容，记录了宪法是在何时、何地、由哪些代表签署的，从而为整部宪法提供了最终的权威性标识。

### 宪法修正案
美国宪法的修正案机制由宪法第五条加以规定，体现了宪法在坚持基本原则的同时，又具备与时俱进的弹性。这一机制确保了宪法能够随着社会、政治和法律环境的变化而进行必要的调整。根据第五条的规定，修宪提案的提出有两种方式：一是由国会两院各以三分之二多数通过，二是由三分之二的州议会联合请求召开宪法修正提案会议。尽管宪法赋予了这两种提案途径，但截至目前，尚未有任何一次修正案是通过宪法修正提案会议的方式提出。
一旦修正案草案经由任一方式提出，下一步便是批准程序。国会将决定该修正案应由州议会批准，或是通过州批准会议来完成批准过程。国会还负责将修正案文本及其批准方式递交联邦注册办公室，该机构会将修正案以法案抄本的形式制作并分发给各州。修正案一旦获得四分之三州的批准（目前为50个州中的38个），即成为美国宪法的正式组成部分，无需进一步由国会或其他机构再作追加批准或颁布。
在实际操作中，修正案获得批准后，联邦注册办公室会对收到的各州批准文书进行核实。一旦确认符合数量和程序要求，国家档案管理员便会签署正式的证书，宣布该修正案正式成为宪法的一部分。这一认证随后刊登于《联邦公报》（Federal Register）和《美国法典汇编》（United States Statutes at Large），从而向国会及全国发布修正完成的正式通知。
自宪法于1789年制定以来，美国共通过了二十七项修正案。尽管有修正内容的添加，但宪法正文从未被更改或删除，之前的每一项修正案也均被保留原貌。这种方式早在第一届国会提出首批修正案时便已确立，成为美国宪法发展中的一项制度传统。最初的十项修正案，即人们所熟知的《权利法案》（Bill of Rights），于1791年通过。它们是在1788年宪法辩论期间，为安抚反对者、保障基本自由而由宪法支持者所承诺增补的内容。
此外，宪法的第十三至第十五条修正案通常被称为《重建修正案》（Reconstruction Amendments），是在南北战争后通过，用以废除奴隶制度、赋予所有人生而平等的法律地位，以及保障少数族群的投票权。它们标志着美国宪法从保障个人权利迈向公民平等的一个关键转变。
修正案的批准时间各不相同。其中，第二十七修正案耗时最长，在州议会之间悬而未决长达202年又225天，最终于1992年获得批准。第二十二修正案也耗时接近四年，是被成功通过的修正案中所用时间第二长。而批准时间最短的是第二十六修正案，仅用时100天。前26条修正案平均花费约1年零252天完成批准，而包括悬而未决多年的第二十七修正案在内，27项修正案的整体平均批准时间则延长至约9年零48天。
| 编号 | 法案批准日期   | 主要内容                                                                                   |
| ---- | -------------- | ------------------------------------------------------------------------------------------ |
| 1    | 1791年12月15日 | 信仰、出版、集会、示威自由                                                                 |
| 2    | 1791年12月15日 | 拥有和携带武器的自由                                                                       |
| 3    | 1791年12月15日 | 军队不得进入民房                                                                           |
| 4    | 1791年12月15日 | 免于不合理的搜查与扣押                                                                     |
| 5    | 1791年12月15日 | 正当审判程序、禁止双重审判、大陪審團、征用私产需赔偿、在刑事案中不得被迫自证其罪           |
| 6    | 1791年12月15日 | 陪审团审判、犯罪所在地公开且迅速地审判，强制取得对其有利的证人，律师权，有权与原告证人对质 |
| 7    | 1791年12月15日 | 民事案件接受陪审团审判的权利，陪审团裁决的事实不可更改                                     |
| 8    | 1791年12月15日 | 禁止过高保释金或罚金，禁止酷刑                                                             |
| 9    | 1791年12月15日 | 自然法仍然有效，宪法未列举的权利不说明不存在                                               |
| 10   | 1791年12月15日 | 宪法未赋予联邦政府的权利由各州和人民保留（保障州權）                                       |
| 11   | 1795年2月7日   | 州权辖免，限制联邦法院对各州的管辖权                                                       |
| 12   | 1804年6月15日  | 修改总统选举程序                                                                           |
| 13   | 1865年12月6日  | 废除奴隶制度                                                                               |
| 14   | 1868年7月9日   | 国籍、处罚程序、众议员选举、叛国罪、国债，所有公民享有平等被保护权                         |
| 15   | 1870年2月3日   | 所有公民不得由於肤色和种族的区别而受到选举权的限制。（不包括性别）                         |
| 16   | 1913年2月3日   | 国会对所得税的征收权                                                                       |
| 17   | 1913年4月8日   | 修改参议员选举程序，代表各州的联邦参议员必须直接选举（取代州議會選舉，改為直選）           |
| 18   | 1919年1月16日  | 禁止在美国国内制造、运输、销售酒类（即禁酒令，后被第21条修正案废止）                       |
| 19   | 1920年8月18日  | 选举权不能因性别而受限制（賦予女性投票權）                                                 |
| 20   | 1933年1月23日  | 规定总统任期、国会议事程序                                                                 |
| 21   | 1933年12月5日  | 废除第18条修正案                                                                           |
| 22   | 1951年2月27日  | 当选总统的届数限制，最多两任                                                               |
| 23   | 1961年3月19日  | 给予首都哥伦比亚特区公民选举总统和副总统的選舉人票                                         |
| 24   | 1964年1月23日  | 选举权不受税收限制（禁止以人頭稅等限制选举权）                                             |
| 25   | 1967年2月10日  | 总统与副总统的继任规则                                                                     |
| 26   | 1971年7月1日   | 年满18岁即拥有选举权                                                                       |
| 27   | 1992年5月7日   | 国会议员薪酬的变更必须在下一次议员选举后才能生效                                           |

#### 保障个体自由（第一、第二和第三修正案）
美国宪法第一、第二和第三修正案构成了保护个人自由和私有权利的基本框架。这三项修正案的产生，与美国在独立战争前夕对英国殖民统治的不满密切相关，也体现了建国之初人民对政府权力加以限制、保障公民自由的共同意志。
第一修正案通过于1791年，是对言论、宗教、出版、集会与请愿五项自由的明确保障。其核心理念是防止政府压制思想与信仰自由，确保一个开放、多元的公共讨论空间。其中的“宗教自由条款”包括两个部分：其一是“政教分离条款”（Establishment Clause），明确联邦政府不得设立官方宗教或偏袒特定宗派，防止形成类似英国国教会的国家宗教体系；其二是“自由信仰条款”（Free Exercise Clause），保障个人拥有选择宗教、信仰或不信仰的自由，并可以公开实践这些信仰。这一修正案还保护公民表达观点的自由，即使是与政府立场相左或不受欢迎的意见，也应受到宪法的保护。此外，第一修正案还允许民众因经济、政治或宗教目的而自由集会，并有权向政府请愿，寻求政策改进或权利救济。这一系列保障机制确立了美国作为言论自由社会的法律基础，并在两百多年中成为美国民主制度的象征之一。
第二修正案同样通过于1791年，其内容保护人民持有和携带武器的权利。尽管该条文最初与殖民时期对抗英军的民兵组织密切相关，但现代司法解释认为，这一权利属于个人而非仅限于集体形式的民兵。美国最高法院在一系列判决中确认，个人有权拥有枪支用于合法防卫。然而，政府仍有权制定合理的枪械管控措施，对枪支的生产、持有和销售进行一定限制。第二修正案的历史背景深植于美国革命前的政治经验，当时英军曾试图通过搜查和没收殖民者的武器来限制反抗力量，这激起了广泛的不满。正如革命时期著名政治家帕特里克·亨利所质问：“我们在被彻底缴械、每家门前都驻有英国卫兵之后，是否会更加强大？”这类论述反映了当时人们对于个人武装的重要性抱有深刻的警觉与信念。
第三修正案则明确禁止联邦政府在和平时期未经房主同意强行驻扎军队。这一条文虽然在现代司法实践中鲜有适用，但在历史背景下却具有重要意义。它直接回应了英国议会在殖民时期所颁布的“军队驻扎法”（Quartering Acts），该法案授权英军在未经房主允许的情况下占用私人住宅，引发了广泛民怨。第三修正案由此成为宪法中关于个人住宅不可侵犯的象征性条款，是宪法保护私人财产和家庭生活空间的一部分。

#### 保障司法正义（第四、第五、第六、第七和第八修正案）
美国宪法第四至第八修正案构成了司法正义的重要保障机制，确立了公民在面对国家权力时的一系列基本权利。这些修正案最初于1791年通过，作为《权利法案》的一部分，保持对滥用国家权力的时刻警惕，并为个人自由、程序正义和人道待遇设定了重要法律底线。
第四修正案明确禁止政府在没有正当理由的情况下对个人或其财产进行不合理的搜查与扣押。“搜查”的范围可以从警察对个人的人身搜查、血液检测要求，到住宅或车辆的搜查等，而“扣押”则包括对个人或其持有物品的控制。这一修正案的核心精神是保护个人隐私，确保政府在刑事调查中必须依据合理的法律程序，通常包括获取法院签发的搜查令。未经合法授权所取得的证据，在审判中往往会被排除在外，这一原则在美国法律中称为“排除规则”。
第五修正案则进一步拓展了被告人在刑事诉讼中的权利。首先，它要求重大犯罪案件必须由大陪审团作出起诉决定，避免权力机关单方面决定起诉。其次，它禁止“双重危险”（double jeopardy），即同一犯罪行为不得被重复审判或惩罚。此外，第五修正案强调“正当法律程序”，规定在缺乏公正程序的前提下，任何人不得被剥夺自由或财产。最为人熟知的是，它赋予被告人“不自证其罪”（self-incrimination）的权利，被指控者可以拒绝在警方或法庭面前提供可能对自己不利的陈述。此外，第五修正案还规定政府在征用私人财产用于公共用途时，必须给予“公平补偿”（just compensation），这一条款构成了征收权（即征用权）的宪法基础。
第六修正案则是关于被告在刑事审判过程中的一系列程序性权利。它保障被告有权获得公正且迅速的审判，并由居住地的公正陪审团进行裁决。此外，审判必须是公开的，以防止秘密审判带来的滥权行为。这一修正案还确立了被告有权获得法律代理，即享有辩护律师的协助，无论经济状况如何。其他重要权利包括被告有权了解其所被控的罪名、有权要求控方证人出庭并面对面质询，以及有权强制证人出庭作证。1966年，美国最高法院在米兰达诉亚利桑那州案（Miranda v. Arizona）中裁定，第五和第六修正案结合要求在警方拘留嫌疑人时必须告知其权利，即“米兰达警告”。
第七修正案则将陪审团审判的权利扩展至联邦民事案件，尤其是基于普通法的诉讼。这项修正案保障民事案件当事人可请求由陪审团裁定事实问题，而法院不得随意推翻陪审团的事实判断。虽然该修正案表面上适用于“普通法上的诉讼”（suits at common law），但现代司法实践中，其范围已经涵盖联邦反歧视等现代法律下的诉讼。然而，该修正案并不适用于各州法院，其效力仅限于联邦司法体系。
第八修正案则涉及刑罚与人道待遇的底线保障。它禁止法庭设定过高的保释金或罚金，从而避免造成对贫困被告的不公。同时，它禁止施加“残酷和不寻常的惩罚”（cruel and unusual punishment）。虽然这一用语最初是为禁止一些野蛮的刑罚方式而设，但随着时间推移，该条款已被广泛解释为反对与罪行严重程度极不相称的刑罚。现代司法亦将其应用于改善监狱条件，包括反对过度拥挤、缺乏基本医疗照护或囚犯之间暴力不加以控制等情况。

#### 未列举的权利及保留的权力（第九和第十修正案）
美国宪法第九和第十修正案作为《权利法案》的一部分，于1791年正式通过，旨在进一步界定联邦权力的边界，并强调人民及各州在宪法框架下享有的权利和权力。它们在形式上虽然简洁，但在美国宪政体系中却具有深远影响，涉及个人权利的保障与联邦制权力的分配问题。
第九修正案指出，宪法中列举的权利并不意味着人民不享有其他未被明确提及的基本权利。在制宪会议之后的批准辩论中，反联邦党人坚持认为，宪法若不包含《权利法案》，将无法充分保障公民的基本自由。他们担心，在没有清楚列出人民权利的情况下，联邦政府可能会逐步扩大其权力，并侵犯原本属于人民的自由。对此，联邦党人最初反对加入《权利法案》，他们认为一旦列出部分权利，反而可能被误解为宪法仅承认那些具体列出的自由，从而削弱了人民拥有的更广泛权利。为回应这一争议，第九修正案作为妥协之举被纳入《权利法案》，既承认了人民可能享有宪法未明文列出的其他权利，也避免了列举本身带来的限制性解读。
由于第九修正案中并未具体说明这些“未列举的权利”（unenumerated rights）有哪些，联邦最高法院在司法解释中逐步赋予其实际意义。法院裁定，这些权利包括个人旅行的自由、选举投票的权利、隐私权，以及关于个人身体或健康照护的重要决定权等。尽管这些权利在宪法原文中没有被逐一列出，但法院认为它们是美国公民在自由社会中理应享有的基本权利。这种司法上的扩展使得第九修正案在现代宪法争议中发挥了关键作用，特别是在涉及生育选择、医疗自主、婚姻自由等方面的判例之中，常常成为维护个人权利的理论基础。
第十修正案则进一步阐明了联邦政府与各州之间的权力分配原则。该修正案规定，宪法未赋予联邦政府的权力，也未禁止各州行使的权力，皆由各州或人民保留。这条规定源于美国的联邦体制理念，其核心在于限制中央集权，保留地方自治的空间，确保州政府及人民在不受联邦干预的前提下，管理本地事务。
在宪法框架下，联邦政府拥有的权力是明确列出的，比如宣战权、征税权、规范州际商业活动的权力等。而那些未列入宪法的权力，比如家庭关系的立法、州内商业的规范、刑事司法体系的运作，以及有关堕胎等社会敏感议题的治理，则通常被认为是“保留给州或人民的权力”（reserved powers）。在实践中，最高法院曾在多项裁决中确认了第十修正案的适用范围。例如，有关地方治安政策的设定、教育制度的构建、婚姻法的制定权等，均被认为是州政府的专属事务。
不过，第十修正案的解释和适用并非始终如一。在不同的历史阶段和政治环境下，关于联邦与州之间权力界限的争论始终存在。有时联邦政府基于宪法赋予的权力，如在保障民权、规范劳动关系或处理全国性环境事务方面，推动相关立法，这可能会与州政府原有的制度安排产生冲突。在此背景下，第十修正案往往成为法律争议的核心，用以衡量某项联邦法律是否越权干预了州或人民原有的自主领域。

#### 联邦政府的权力与职责（第十一、第十六、第十八和第二十一修正案）
1795年通过的第十一修正案确立了各州在联邦法院中面对特定诉讼时的主权豁免权。根据该修正案，联邦法院不得受理由一个州之外的个人或外国公民对某州提出的诉讼。这一规定直接影响了宪法第三条第二款第一项中关于司法权的界定。第十一修正案的通过源自最高法院1793年在奇泽姆诉乔治亚州案一案中的判决。该案裁定州政府在某些情形下不能以主权为由拒绝被起诉，引发各州强烈反弹，从而促使国会迅速推动宪法修正，以限制联邦司法机构对州政府的强制力。这一修正案的核心意图在于维护州的主权独立，防止联邦司法权力过度侵犯州的法律地位。
1913年批准的第十六修正案则打破了联邦政府征收所得税的原有宪法限制。原宪法第一条第九款第四项要求所有直接税必须按人口比例分配，但这一规定在实践中阻碍了统一而有效的税收制度。1895年最高法院在波洛克诉农民贷款信托公司一案中裁定，联邦政府针对租金、股息与利息所征收的直接所得税违反宪法，引发广泛争议。第十六修正案明确赋予国会权力对所有来源的所得征税，而不再受比例分配的限制。这一修正案成为联邦所得税立法的基础，也为20世纪联邦政府在财政、社会政策及国家建设上的积极角色奠定了财源基础，显著扩大了政府的经济职能。
1919年通过的第十八修正案，是美国历史上唯一一次将特定行为——酿造、运输及销售酒精饮料——全国性地加以禁止。该修正案赋予国会立法权以实施禁酒令，反映了当时禁酒运动在道德、社会改革及公共健康方面的强烈诉求。倡导者认为，酒精的滥用与犯罪、贫困及家庭破裂密切相关，限制其流通有助于提升国家道德与公共秩序。尽管在禁酒初期，酒精消费与相关死亡率显著下降，但这一制度也产生了严重的负面后果。黑市酒类交易迅速繁荣，非法酿酒与走私盛行，犯罪组织趁机扩张，其暴力活动日益猖獗。同时，禁酒制度的执行也招致广泛的抵触与嘲讽，造成公众对法律的普遍不信任。随着社会态度的转变及执法成本的上升，禁酒逐渐被视为失败的政策尝试。
1933年通过的第二十一修正案正式废除了第十八修正案，标志着全国禁酒制度的终结。这一修正案不仅恢复了酒精饮品的合法地位，更将相关监管权交还各州，自主决定其销售、进口与饮用规定。尽管联邦政府通过财政激励措施影响各州政策（例如，向禁止向未满21岁者售酒的州提供联邦资金），但具体的销售方式、流通制度及零售规则在各州之间有显著差异。

#### 保障公民权利（第十三、第十四、第十五、第十九、第二十三、第二十四和第二十六修正案）
第十三修正案于1865年通过，明确废除了奴隶制和强迫劳动，但惩罚犯罪的劳动例外条款仍然存在。这项修正案的颁布意味着林肯总统1863年《解放奴隶宣言》所释放的奴隶，其自由身份获得了宪法保障。这也标志着联邦层面对奴隶制度的彻底否定，使关于解放问题的政治争论不再具有现实基础。宪法中涉及奴隶制度的原有条款因此成为无效。
第十四修正案于1868年通过，进一步确立了公民权利的核心原则。它赋予前奴隶以及所有“受美国管辖的人”（subject to U.S. jurisdiction）以美国公民身份，同时对各州权力设立了三项限制：不得侵犯公民的特权与豁免，不得在未经正当法律程序的情况下剥夺生命、自由或财产，并须给予所有人法律上的平等保护。这些限制显著拓宽了宪法对个体权利的保障，并成为后来将《权利法案》适用于各州政府的基础。该修正案也修改了宪法第一条第二款关于众议员席次分配的原始规定，并推翻了1857年最高法院在斯科特诉桑福德案（Dred Scott v. Sandford）中对奴隶身份的裁定。
第十五修正案于1870年通过，禁止政府依据种族、肤色或先前奴隶身份来限制公民的投票权。这项修正案作为重建时期的最后一项宪法改革，旨在废除奴隶制度残余，并推动前奴隶在政治领域的平等参与。尽管在实施过程中遇到各种形式的抵制，该修正案仍确立了联邦对选举平等的基本立场。
第十九修正案于1920年通过，明确禁止联邦和州政府基于性别差异拒绝女性投票权。在此之前，只有少数州允许女性在选举中行使权利。该修正案使美国女性选民的资格获得全国性的法律承认，标志着性别平等在政治权利上的重大进展。
第二十三修正案于1961年通过，赋予哥伦比亚特区居民在总统选举中投票的权利。该修正案规定，哥伦比亚特区应被视作一个州，享有总统选举团的代表名额。此前，华盛顿特区居民虽为联邦纳税人，却因其属地地位而被排除在总统选举之外。随着人口增长，该地区政治权利缺失的矛盾日益显现，此项修正案的通过填补了这一民主制度的空白。
第二十四修正案于1964年通过禁止在投票时征收人头税。虽然第十三至第十五修正案废除了制度性种族歧视，但选举过程中的限制措施依然普遍存在。人头税、识字测试、居住年限要求等手段常被用来剥夺低收入选民、尤其是非裔美国人的投票资格。第二十四修正案从根本上否定了这类经济门槛对选举权的限制，进一步推动了投票权的普及和公正。
第二十六修正案于1971年生效，规定年满十八岁的美国公民不得因年龄而被剥夺选举权。这项修正案是在越南战争背景下形成的，当时大量年轻人被征召入伍，却无权投票表达对国家政策的意见。随着反战学生运动的兴起及最高法院在1970年俄勒冈州诉米切尔案（Oregon v. Mitchell）中的判决推动，降低投票年龄逐渐获得共识，并最终通过宪法修正形式确立。

#### 联邦政府的制度安排（第十二、第十七、第二十、第二十二、第二十五和第二十七修正案）
第十二、第十七、第二十、第二十二、第二十五与第二十七修正案，分别对总统选举机制、国会运作、总统任期与继任程序，以及议员薪酬等方面作出具体规定。
第十二修正案通过于1804年，旨在修正原宪法中有关总统选举机制的规定。宪法原文授权选举人团每人投出两票，其中票数最高者成为总统，第二高者成为副总统。然而1796年和1800年总统选举显示出这一制度的重大缺陷。特别是在1800年的选举中，托马斯·杰斐逊与副总统候选人阿龙·伯尔得票数相同，导致选举陷入僵局，由众议院决定最终结果。为了防止此类混乱重演，第十二修正案明确规定选举人团必须分别投票选出总统与副总统，且两人不得来自同一州。此外，该修正案也将副总统的资格限制与总统一致，从而强化了行政部门的制度连贯性。
第十七修正案于1913年通过，调整了联邦参议员的选举方式。原宪法规定各州参议员由州议会选出，这一制度在实践中产生了诸多问题，如选举僵局、贿选等，影响了国会的稳定运作。随着进步时代政治改革浪潮的推动，第十七修正案改为由本州选民直接选举参议员，强调代议制度的民主基础。同时，修正案也授权州议会允许州长在参议员席位空缺时临时任命代理人，直到补选完成。
第二十修正案于1933年生效，主要目的是缩短联邦政府换届期间的空窗期。在此之前，新当选的总统、国会议员往往要在选举日后等待数月（通常至次年三月）才能正式就职，而在此期间，已失去选民支持的“跛脚鸭政府”仍继续执政，容易导致政治瘫痪或效率低下。第二十修正案将总统与副总统的就职日期提前至1月20日，国会则提前至1月3日，从而加快了政权交接进程，强化了选举结果的即时性与政治责任。这一制度改革，尤其在大萧条的历史背景下显得格外重要，有助于新一届政府更快速地展开施政。
第二十二修正案通过于1951年，明确限制总统连任不得超过两届。这一制度的起源可以追溯至乔治·华盛顿主动放弃第三任期，树立了非正式的“二任惯例”。然而，富兰克林·罗斯福在1940年代连续四次当选总统，引发了公众对行政权过度集中的担忧。为防止类似情况再次发生，第二十二修正案正式规定总统任期不得超过两届，并在特定情形下允许继任总统连任一次，使某人最多可执政十年。这项限制强化了对行政权的制衡机制，维护了总统职位的轮替原则。
第二十五修正案于1967年通过，进一步规范了总统与副总统职位在突发情况下的继任程序。原宪法第二条第一款第六项虽提及总统无法履职时应由副总统接任，但对程序与临时代理的情形未有清晰定义。该修正案规定，当总统死亡、辞职或被免职时，副总统立即成为总统；若总统无法暂时履职，可由书面声明将权力交由副总统代理，并在康复后重新接任。此外，若总统无法自行宣布失能，副总统与多数内阁成员可联合声明其无法履职，由副总统暂代总统职权。这一修正案在实际政治中曾数次启动，是现代美国政治稳定性的重要保障。
第二十七修正案则是一项特殊而历史悠久的修正案，其最初由詹姆斯·麦迪逊于1789年提出，但直到1992年才获得足够州份的批准。这项修正案规定，国会议员在任期内不得调整自己的薪酬，任何加薪必须等到下一个国会届期后方可生效。其核心目的是避免议员滥用职权为自身谋利，强调薪酬改革应受公众监督。

## 未批准的修正案
在美国宪法的修订历史中，尽管已有27项修正案正式通过，另有数量可观的修正案曾在国会中被提出，却未能完成各州的批准程序而未被采纳。根据统计，美国国会在每届两年任期内，平均会提出约150项宪法修正案，其中大多数止步于国会委员会，只有极少数获得通过并提交各州表决。迄今为止，有六项由国会正式提出并提交各州审议的修正案未能获得足够州数的批准，因此未成为宪法的一部分。这六项之中，有四项因未设定批准时限而至今仍具“待定”（pending）状态，另两项则因设有限期而在截止后失效。
其中最早的未获通过修正案为1789年提出的《国会席次分配修正案》。该案旨在设定众议院议员人数的具体计算公式，以配合每十年进行一次的人口普查。在最初提交各州时，仅需十州批准即可通过。当佛蒙特州和肯塔基州加入联邦后，批准门槛增至十二州，而最终只获得了十一州的批准，始终未能生效。尽管当代的席次分配已通过法律形式加以调整，但该修正案仍属正式待定之列。
1810年提出的《贵族头衔修正案》亦属待定类别。其内容规定，凡接受外国贵族头衔者将自动丧失美国国籍。在初次提交时，十三州批准即可通过，该案在1812年初已获十一州批准。然而同年路易斯安那州加入联邦，使门槛上升至十四州，导致该案仍差两州未达成效。此后再无州批准该案。
1861年，在南北战争爆发前夕，国会提出了《科温修正案》，试图缓解分裂危机，内容意在禁止国会干涉各州的“本土制度”，其中特别暗示奴隶制度不可被联邦废除。该提案是多项旨在安抚蓄奴州的政治举措之一，但终未奏效，五州虽于当时批准，之后再无新增支持。目前该案如要通过，需再获33州批准。然而，1865年通过的第十三修正案已正式废除奴隶制度，使该提案的现实意义消失。
1924年所提出的《童工修正案》反映出对联邦管控未成年劳动的尝试。起初，此案为回应最高法院在1918年哈默诉达根哈特案（Hammer v. Dagenhart）和1922年贝利诉德雷克塞尔家具公司案（Bailey v. Drexel Furniture Co.）两项判决中对联邦干预童工问题的否定态度而提出。该案原需48州中36州批准，到1937年已有28州支持，但之后进展停滞。随着1938年《公平勞動標準法》通过并成功规范16岁以下劳工的雇佣行为，以及1941年最高法院在美国诉达比木材公司案（United States v. Darby Lumber Co.）中对该法案的支持，原先推动修正案的政治动力也就随之消退。
此外，还有两项修正案因设有批准期限而已失效。其一为1972年提出的《平等权利修正案》，旨在禁止联邦和州政府基于性别的歧视。此案原设七年批准时限，后延长至十年。尽管有三十五州于最初期限前批准，仍未达三十八州的通过标准，且其中五州后来宣布撤销批准。虽然近年内华达州（2017年）、伊利诺伊州（2018年）与弗吉尼亚州（2020年）再次表态支持，达到三十八州门槛，但因批准时限早已届满，相关法律效力引发诸多争议与诉讼，至今未能定论。另一项为1978年提出的《哥伦比亚特区投票权修正案》。该案设想给予华盛顿特区如同州份般的全面国会代表权、总统选举选票及宪法修订过程参与权，亦将废除先前赋予该区总统选举选票的第二十三修正案。提案设有七年批准时限，最終仅获十六州支持，未达三十八州的法定门槛而自动失效。

## 司法审查权

### 司法审查的作用
在美国宪法制度中，司法审查是一项核心机制，它赋予法院，尤其是最高法院，以决定政府行为是否符合宪法的权力。这一制度不仅使宪法成为联邦与州政府行为的最终标准，也在美国法治体系中起到了维持宪政秩序的重要作用。司法审查的实践起源可以追溯到1803年联邦最高法院作出的马伯里诉麦迪逊案（Marbury v. Madison），该案首次明确了最高法院有权审查国会立法是否符合宪法，并在必要时宣布其无效。此后，这一权力成为司法部门不可分割的一部分，使法院能够在三权分立的体制中担负起监督与制衡的职能。
根据司法审查的原则，联邦法院可以审查联邦立法机关和行政机关的行为，也可以审查州政府各分支的法律与行政措施，以判断其是否违反联邦宪法。一旦法院判定某项法律或行政命令违宪，该行为即被宣布无效，无法再继续实施。这一制度确保了宪法在所有政府层级中都具有最高法律效力。除了宣布立法违宪，法院还具备解释宪法条文含义的权力。在具体案件中，法院通过裁决的方式对宪法条文作出解释，并建立起被称为判决先例的法律标准。这些判例具有指导效力，成为后续同类案件的参考依据，也在事实上影响宪法条文的理解与适用。
随着时间推移，最高法院通过司法审查对许多宪法条款的解释发生了变化。例如，在涉及电视广播的政府监管问题、被告在刑事诉讼中享有的权利等议题上，法院的判决很大程度上影响了人们对宪法条文的解读。这种变化无需修改宪法文字，而是通过司法解释方式实现。同时，为实施宪法并回应时代变化，国会通过的联邦法律也在一定程度上扩展甚至间接改变了宪法语言的含义。尤其是针对宪法授权的执行条款，国会立法常常具有一定的灵活性。例如，关于州际贸易、税收、民权或行政程序的法律，虽然名义上是对宪法授权的运用，实际上往往带有对宪法条文实质解释的效果。
此外，联邦行政机构在执行法律的过程中制定大量规章制度，这些规范性文件虽然不是正式立法，但也在一定范围内影响宪法条文的实际应用。行政机构的解释与规定往往补充了国会立法的细节，也进一步细化了宪法条文的实施路径。然而，一旦这些规章受到质疑，最终是否符合宪法，仍由法院作出裁定。司法审查的独特之处在于它的被动性——法院不主动干预政治过程，只有在具体案件中，一方当事人提出违宪指控时，法院才有机会进行审查。因此，司法权的运作建立在当事人提起诉讼的基础上，这一机制在保障宪法权威的同时，也限制了司法部门过度干预政治的可能。

### 范围和理论基础
美国司法审查制度的理论建基于一部成文宪法之上，《美国宪法》不仅作为国家治理的最高法律文件，也成为法院评估和规范政府权力的重要依据。这项权力的核心理念，是以宪法的至上性为前提，并赋予法院解释、适用与捍卫宪法的责任。司法审查制度的核心在于法院对于两类事务的审理权：一是对于政府官员行为及州法律的合宪性评估，二是对于联邦政府不同权力部门是否遵守宪法规定的裁定。这种制度设计使美国成为世界上最早以法院为主要平台进行宪法解释的国家之一。直到20世纪，其他多数国家仍主要依靠立法机关来解释宪法，法院则不被赋予直接解释宪法的权力。美国司法审查的理论基础源于这样一种观念：宪法是一部根本性法律，其地位高于普通立法，只有通过特殊的修宪程序才能加以变更。这一程序首先要求国会提出修宪议案，然后经多数州批准方可生效。在这种制度安排下，各政府部门的权力必须受到宪法所授权力的严格限制。法院因此被期望履行两项职责：一是执行宪法条文的权威性，二是在拒绝执行与宪法相冲突的其他法律。
司法审查权的最早设想可以追溯至制宪时期。来自弗吉尼亚州的詹姆斯·麦迪逊与来自宾夕法尼亚州的詹姆斯·威尔逊曾提议建立一个拥有立法否决权的最高法院，这一制度类似于1777年纽约州宪法下的“修正委员会”（Council of Revision），该委员会由州长与州最高法院法官组成，拥有否决任何违背宪法精神的立法的权力。这一主张在制宪会议上曾三度提出但最终未被采纳，取而代之的是设立总统否决权，并由国会有权通过重投票推翻总统否决。而真正赋予法院司法审查权的是宪法第三条所规定的联邦法院司法权限，以及宪法中的最高法条款（Supremacy Clause）。
司法审查制度不仅有其制度渊源，也有丰富的政治与社会辩护。在各州举行的宪法批准辩论中，该制度的正当性广泛被认可。弗吉尼亚州的约翰·马歇尔、宾夕法尼亚州的詹姆斯·威尔逊、康涅狄格州的奥利弗·埃尔斯沃斯均在本州的批准会议中明确主张联邦最高法院应拥有对州立法行为的合宪性审查权。《联邦党人文集》第78号文中，亚历山大·汉密尔顿力证了司法审查权的理论正当性。他指出，成文宪法的权威只有通过法院认定违宪立法无效才能得以维护。对有限政府的坚持必须仰赖司法机构来保证各项法律不超出宪法赋权的界限。人民对于立法机关的主权，特别需要依赖法官来守护。
司法审查制度在美国建国初期便已逐步建立。早期的美国首席大法官几乎都直接参与了制宪过程，对宪法文本的意义与宗旨有深刻的理解与实际经验。例如，首任首席大法官约翰·杰伊是《联邦党人文集》的共同作者之一；第二任首席大法官约翰·拉特利奇曾短暂担任宪法会议代表；第三任首席大法官奥利弗·埃尔斯沃斯也参与了制宪工作；而第四任首席大法官约翰·马歇尔不仅在弗吉尼亚州宪法批准会议中发挥重要作用，还在任三十余年间，通过一系列具有里程碑意义的判决巩固了司法审查制度，并确立了联邦法院在宪政体系中的权威。除首席大法官之外，其他早期大法官如詹姆斯·威尔逊与小约翰·布莱尔等人，也都曾担任制宪会议代表。

### 应用与巩固
1801年，约翰·马歇尔继奥利弗·艾尔斯沃思之后成为美国最高法院首席大法官。当时，虽然联邦司法系统已由《1789年司法法案》设立，但案件数量不多，司法权威也尚未确立。事实上，司法审查制度的命运正掌握在最高法院自身的手中。虽然联邦法院对各州立法的审查及对州最高法院裁决的上诉权已被接受，但其对州法律的实际管辖权仍十分有限。1833年，最高法院在巴伦诉巴尔的摩市案（Barron v. Baltimore）中裁定，《权利法案》仅限制联邦政府，而不适用于各州。
最高法院真正确立司法审查权的标志性判决，是1803年的马伯里诉麦迪逊案（Marbury v. Madison）。在该案中，法院首次明确主张其有权对国会所立之法案是否符合宪法作出裁决。法院认定，马伯里及其他人确有权获得其哥伦比亚特区法官的委任状，但马歇尔大法官在撰写多数意见时指出，《1789年司法法案》第13条与宪法第三条存在冲突。在该案中，宪法规定与普通法同时适用于案件，但二者之间存在矛盾。根据马歇尔的判断，司法责任的核心正是决定在两条相抵触的法律之间，哪一条应优先适用。马歇尔指出，宪法赋予司法权审理“依据宪法所发生”的案件，而联邦法官也宣誓维护宪法作为“国家的最高法律”。因此，既然宪法创设的联邦政府是一个权力有限的政府，当国会制定的法律与宪法相冲突时，联邦法院就有责任选择宪法作为裁判依据。
尽管马伯里案奠定了联邦法院拥有司法审查的权力，最高法院在此之后相当长时间内并未再度宣布国会立法违宪。下一次宣告国会法案无效的判决，出现在1857年有争议的斯科特诉桑福德案（Dred Scott v. Sandford）中。该案判决宣布“密苏里妥协”法案违宪，但实际上该法案早在案件裁决前已被废除。从南北战争结束至第二次世界大战的八十年间，最高法院共在77起案件中裁定国会立法违宪，平均每年近一案。
司法审查制度的稳定发展也并非未曾遭遇挑战。1935年至1936年间，最高法院连发十二项裁决，宣布与罗斯福新政相关的国会立法无效，引发了严重政治危机。对此，总统富兰克林·罗斯福提出了著名的“法院填塞计划”，试图扩大最高法院法官人数，以打破保守派大法官对新政的阻力。虽然该提案最终未能通过，但也促使法院在随后裁决中逐渐对罗斯福的经济改革计划采取更为宽容的立场。此后，有人提出是否应设定更高比例的多数票才能宣布国会立法违宪，或通过宪法修正案规定大法官在一定年龄后强制退休，以限制司法权力。但至今，最高法院的司法审查权仍然延续并在实践中不断发展。

## 国际影响
《美国宪法》自1787年制定以来，不仅在美国国内建构了联邦制度的法律基础，也在国际上产生了深远影响。作为世界上最早成文的宪法之一，《美国宪法》影响了多个国家在宪政设计与民主制度建立方面的思维方式与制度实践。这种影响表现在宪法文本的语言、制度原则的借鉴，以及在政治危机时刻对外国宪政主义者所提供的灵感和范例。
《美国宪法》的国际影响首先于其在原则层面的输出，包括法治观念、权力分立体系、对个人权利的承认等核心原则，在19世纪和20世纪初的多次宪法改革与民族独立运动中，成为各国宪法设计的重要参考。美国的宪法修正机制与司法审查制度，也被多个国家在建构现代法治国家时所吸收。《美国宪法》不仅启发了各地对主权限制与政府权力制衡的理解，亦对部分国家的制度设计产生一定影响，包括三权分立体制、总统行政体制、联邦结构与司法审查机制等。部分国家在宪法制定过程中甚至直接借用《美国宪法》中的语言或条文。在形式上，美国开创了宪法通过专门制宪会议制定、经由民众批准的程序，这种方式随后被多个国家采纳。此外，美国宪法对国家最高法律地位的强调，以及对普通法的优越性，也促使许多国家在本国法制中确立了宪法至上的原则。
在历史发展的不同时期，《美国宪法》影响了多位重要政治人物及改革家。例如，林肯在南北战争期间借助宪法原则维护国家统一；他的同时代人、墨西哥总统贝尼托·华雷斯也在国内推行宪政改革时受到美国宪法影响。菲律宾的民族主义者何塞·黎刹，以及中国近代革命领袖孙中山，也都在其国家政治现代化构想中参考了美国宪政理念。历史学者乔治·阿森·比利亚斯认为，美国宪政影响可划分为六个主要历史阶段。第一阶段是1776年至1811年，这一时期美国独立革命激发了西欧及其殖民地的宪政思潮。第二阶段是1811年至1848年，随着拿破仑声望的衰落，《美国宪法》成为拉丁美洲、加勒比地区及欧洲民族主义者的参照。第三阶段是1898年至1918年，在美西战争后，《美国宪法》在亚洲和拉丁美洲的民族运动中得到更广泛采纳。第四阶段是第一次世界大战后的1918年至1945年，非洲、中东与亚洲的去殖民化运动中，《美国宪法》提供了政治架构与权力制衡的范例。第五阶段是1945年至1974年，二战结束后各国独立浪潮中，《美国宪法》被视为构建新政权的参照体系。第六阶段是1974年至1989年，冷战后国际秩序重组之际，东欧社会主义阵营的多个威权国家向民主宪政体制转型，借鉴了《美国宪法》的一些原则与制度形式。
然而，自1980年代以来，许多国家在制定新宪法或修改旧宪法时，选择了更加现代化、易于变更与包含更广泛权利保障的法律架构。根据圣路易斯华盛顿大学法学教授大卫·劳（David Law）与其团队于2012年发表的研究，他们回顾了近200个国家的700多部宪法，指出尽管“宪法”这一概念在历史上起源于美国，但当今各国在宪法编写方式和权利保障方面更倾向于其他范式。研究指出，《美国宪法》保障的权利数量相对较少，在典型权利项目中仅覆盖了约26项中的一半。此外，《美国宪法》仍保留如持枪权等制度，在当代世界大多数国家中较为罕见，仅有墨西哥与危地马拉保留类似规定。相比之下，加拿大于1982年修订的宪法则被视为更具现代参考价值的国际范本。
此外，并非所有文化背景的国家都能顺利采纳美国的宪法原则。例如在儒家传统或伊斯兰文化占主导地位的地区，美国宪法对个人权利的强调及对政府权力的限制本质上与本地传统的政治文化与社会结构或有一定矛盾。许多新兴民主化国家反而更倾向采纳更为集中的政府模型，例如英国的威斯敏斯特议会体制或法国的半总统制结构，这些体系在中央集权与行政效率方面展现出更大吸引力。以澳大利亚为例，其宪法在制定时同时借鉴了美国、加拿大与瑞士的宪政经验，但依旧保留了英国的威斯敏斯特议会制度与君主立宪传统。澳大利亚采用了与美国类似的联邦制结构和州代表参议院制度，也引入了司法审查与三权分立理念。然而，与美国不同，澳大利亚并未在宪法中明确规定个人权利保障，而是更多依赖普通法与立法手段处理相关事务。

## 批评与争议
《美国宪法》自1787年制定以来，被视为现代宪政体制的重要典范，但在其长期的发展过程中，也不断面临来自社会各界的批评与争议。
部分学者曾就《美国宪法》制定过程对其合法性表示怀疑。例如历史学家约瑟夫·埃利斯（Joseph Ellis）就指出过，制宪会议的代表可能“越权”制定整部宪法，而非仅限于“修正邦联条例”这一动议，理由是从原则上制宪会议的成员只拥有修改《邦联条例》的权限，而不能制定一部取代它的新法律，因此代表们的行为是超越权限的；而在宪法表决过程中，制宪会议并没有执行《邦联条例》所规定的“全体一致通过”原则来通过宪法。然而，也有学者反对这种疑问，例如宪法学者迈克尔·法里斯（Michael Farris）专门撰写有关“越位制宪会议迷思”（runaway convention myth）的文章与论证，明确反驳这种批评。他主张制宪会议并未越权，制宪会议代表在制订修正案时并没有任何权限上的限制。而且，《美国宪法》在实质上就是《邦联条例》的一个修正案，并且是依照邦联议会或安纳波利斯会议后的授权进行，并且议会和全部十三个州立法机构都按照条例的要求举行了表决程序。首先，十一个州在1788年7月26日之前通过议会举行的表决会议批准了宪法草案。其次，另外两个州（北卡罗来那州和罗德岛州）尽管在起初反对宪法草案，但是最终也都举行了特别会议表决批准了宪法。因此，在表决程序上的修改已经得到了全体州的同意。
对社会正义和普遍平等的回应方面，最早期的《美国宪法》并未明确规定全国范围内的选民资格，而是将这一权力交由各州自行决定。由于这一安排，许多州在最初只允许拥有财产的白人男性成年人拥有投票权，排除了妇女、有色人种以及经济条件较差的群体。尽管新泽西州在建国初期曾短暂允许妇女在与男性相同的条件下投票，但这一进展并未得到普及或延续，女性的普遍选举权直到1920年第十九修正案生效后才最终成为宪法保障的一项权利。而在废除奴隶制、赋予前奴隶公民权和选举权方面，《美国宪法》同样表现出迟缓和有限的反应。在内战结束后，从1865年至1870年通过的重建时期修正案（即第十三、第十四、第十五修正案）才正式废除奴隶制，并在法律上承认了前奴隶的公民资格和投票权。然而，即使如此，这些修正案仍未涵盖性别因素的歧视问题，直到数十年后的第十九修正案才首次在宪法中明确禁止因性别而剥夺投票权。
从现代比较宪法学的视角来看，《美国宪法》所保障的公民权利在国际范围内并不算突出。2012年，圣路易斯华盛顿大学法学教授大卫·劳（David Law）和米拉·弗斯特格（Mila Versteeg)在《纽约大学法律评论》上发表的一项研究指出，《美国宪法》在具体保障公民权利方面，远逊于许多其他国家宪法。这项研究分析了来自近200个国家的700余部联邦宪法，并总结出全球范围内“平均权利法案”应涵盖的60项具体权利条款，而美国宪法仅包含其中的26项。相比之下，加拿大1982年修订的宪法权利宪章已成为更具吸引力的全球宪政范本。此外，美国宪法仍保留了世界上少数几个保障“持枪权”的宪法条款之一。除美国之外，仅有危地马拉和墨西哥的宪法对持枪权进行了明文保护。这一条款在美国社会长期引发激烈争议，尤其是在频繁发生的大规模枪击事件背景下，关于是否应限制个人持枪权的辩论日益成为公共舆论的焦点。许多批评者认为，持枪权作为宪法赋予的个人自由，正在对公共安全造成结构性影响。
另一个广泛受到关注的批评在于《美国宪法》修正程序的高度复杂性。宪法第二条规定的修正流程需要三分之二的国会多数和四分之三州议会的同意，这一门槛极高，使得修正宪法变成为非常困难的任务。法学家桑福德·列文森（Sanford Levinson）在2006年就指出，《美国宪法》已成为“自南斯拉夫解体以来最难以修改的宪法”。而政治学家斯蒂文·列维茨基（Steven Levitsky）与丹尼尔·齐布拉特（Daniel Ziblatt）则进一步批评指出，正是由于宪法难以修改，美国至今仍保留了许多被其他民主国家早已改革的非民主性制度，美国选举人团制度、参议院代表配额不均、联邦法院终身任命制度等，被视为与现代民主原则存在较大偏差的制度设计，这些制度受宪法限制长期未能被改革，从而为国内民主倒退提供了结构性的温床。

## 参看条目

### 一般项目
- 联邦党人文集
- 美國憲法裡的三權分立

### 相关历史文献
- 1620年 五月花号公约
- 1639年 康涅狄格基本法
- 1641年 麻薩諸塞自由憲章

### 与宪法有关的重要人物
- 美国宪法签署人

### 美國內戰時期
- 美利堅聯盟國憲法

## 延伸阅读
- Bailyn, Bernard (编). . Part One: September 1787 to February 1788. The Library of America. 1993.
- —— (编). . Part Two: January to August 1788. The Library of America. 1993. ISBN 0-940450-64-X.
- Bordewich, Fergus M. . New York: Simon & Schuster. 2016. ISBN 978-1-4516-9193-1.
- Bradford, Melvin Eustace. . Lawrence: University Press of Kansas. 1994. ISBN 978-0-7006-0656-6.
- Brown, Roger H. . Johns Hopkins University Press. 1993. ISBN 978-0-8018-6355-4.
- Bryce, James.  1 2nd. London: Macmillan and Co. 1891: [350]–397, [636]–645, 669–682, et passim.
- Casey, Gregory. . Law & Society Review. Spring 1974, 8 (3): 385–420. JSTOR 3053081. doi:10.2307/3053081.
- Collier, Christopher; Collier, James Lincoln. . New York: Random House. 1986. ISBN 978-0394-52346-0.
- Dippel, Horst, British and American Constitutional and Democratic Models (18th–20th Century), EGO – European History Online, Mainz: Institute of European History, 2018, retrieved: March 8, 2021 (pdf).
- Elliot, Jonathan. . 1: Constitution, Declaration of Independence, Articles of Confederation, Journal of Federal Convention; Vol. 2: State Conventions Massachusetts, Connecticut, New Hampshire, New York, Pennsylvania, Maryland; Vol. 3: Virginia; Vol. 4: North and South Carolina, Resolutions, Tariffs, Banks, Debt, Vol. 5: Debates in Congress, Madison's Notes, Misc. Letters.
- Ellis, Joseph J. . New York: Alfred A. Knopf. 2015  [1 July 2024]. ISBN 978-0385353403. OCLC 929123909.
- Farrand, Max. . New Haven, CT: Yale University Press. 1921.
- ——. . New Haven, CT: Yale University Press. 1913. ISBN 978-0-300-00445-8.
- Ford, Paul Leicester (编). . Brooklyn, NY: Brooklyn, N.Y. 1888; Pamphlets written between 1787 and 1788 by Elbridge Gerry, Noah Webster, John Jay, Melancthon Smith, Pelatiah Webster, Tench Coxe, James Wilson, John Dickinson, Alexander Contee Hanson, Edmund Randolph, Richard Henry Lee, George Mason, and David Ramsay. The essay attributed to Gerry was in fact written by Mercy Otis Warren.
- Fritz, Christian G. . Cambridge University Press. 2008.
- Garvey, John H.; Aleinikoff, T. Alexander (编). . St. Paul, MN: West Publishing Co. 1989. ISBN 0-314-51813-4.
- Hall, Kermit. . New York: Oxford University Press. 1992. ISBN 978-0-19-505835-2.
- Jensen, Merrill. . Princeton, NJ: Van Nostrand. 1964. ISBN 0-442-00075-8.
- Jillson, Calvin C. . New York: Agathon Press. 1988. ISBN 0-87586-081-8.
- Kaminski, John P.; Saladino, Gaspare J.; Leffler, Richard; Schoenleber, Charles H. & Hogan, Margaret A. (编). . Published volumes 1–10, 13–23, forthcoming volumes 11–12, 24–29. Most recent volume: The Documentary History of the Ratification of the Constitution, Vol. 23, Ratification by the States: New York, No. 5. Madison: The State Historical Society of Wisconsin. 1976. ISBN 978-0-87020-439-5.
- Klos, Stanley L. . Pittsburgh, PA: Evisum. 2004: 261. ISBN 0-9752627-5-0.
- Kurland, Philip B. & Lerner, Ralph (编). . University of Chicago Press and the Liberty Fund. 1987. ISBN 0-86597-279-6;
- Levy, Leonard W.; Karst, Kenneth L. & West, John G. (编). . New York: Macmillan. 1992.
- Madison, James. . Athens: Ohio University Press. 1966. ISBN 978-0-8214-0011-1.
- Mason, Alpheus Thomas; Beaney, William M.  Fifth. Englewood Cliffs, NJ: Prentice-Hall. 1972. ISBN 0-13-024752-9.
- McDonald, Forrest. . Chicago: University of Chicago Press. 1958.
- Menand, Louis, "Move to Trash: Is it time for a new Constitution?", The New Yorker, 30 September 2024, pp. 57–62.
- Rakove, Jack N. . London: William Heinemann. 2010. ISBN 978-0-434-01057-8.
- Robertson, David Brian. . New York: Oxford University Press. 2013. ISBN 978-0-19-979629-8.
- Rosenfeld, Sam, "The Cracked Foundation: Steven Levitsky and Daniel Ziblatt explained How Democracies Die. But the problems went deeper than they thought" (review of Steven Levitsky and Daniel Ziblatt, Tyranny of the Minority: Why American Democracy Reached the Breaking Point, Crown, 2023, 384 pp.), The New Republic, December 2023, pp. 48–54. "In the name of jettisoning the system's counter-majoritarian vestiges, [the authors] advocate such modest reforms as the end of equal representation of states in the Senate; abolition of the Electoral College; cloture reform to eliminate the Senate filibuster; sweeping new voting rights legislation under the aegis of a new constitutional amendment affirming a positive right to vote; and term limits and regularized appointment schedules for Supreme Court justices. Having documented the... difficulty of enacting constitutional change under the U.S. amendment process (the reform of which is also on their prescriptive wish list), [the authors] acknowledge the steep odds that such an undertaking faces." (p. 54.)
- Tribe, Laurence H. . Mineola, NY: Foundation Press. 1988. ISBN 978-0882-77601-9.
- Yale Law School. . The Avalon Project. Yale Law School.   [May 8, 2011].
- Yates, Robert. . Albany: Websters and Skinners. 1821.
- Bailyn, Bernard. . New York: The Library of America. 1993. ISBN 978-0-940450-42-4.
- Bailyn, Bernard. . New York: The Library of America. 1993. ISBN 978-0-940450-64-6.
- Finkelman, Paul. . University of Akron Law Review. 1999, 32 (3): 423–470.
- Finkelman, Paul. . Armonk, NY: M.E. Sharpe. 1996.
- Finkelman, Paul. . Beeman, Richard R.; Botein, Stephen; Carter, Edward C., II  (编). . Chapel Hill: University of North Carolina Press. 1987.
- Wiecek, William M. . Levy, Leonard W.; Mahoney, Dennis J.  (编). . New York: Macmillan. 1987: 178–184.
- Wiecek, William M. . Goldman, Robert A.; Kaufman, Art  (编). . Washington, D.C.: American Enterprise Institute. 1988: 23–34.
- Amar, Akhil Reed. . New York: Random House. 2005. ISBN 978-1-4000-6262-1.
- Edling, Max M. . Oxford University Press. 2003. ISBN 978-0-19-514870-1.
- Ellis, Joseph. . Vintage. 2002. ISBN 978-0-375-70524-3.
- Fallon, Richard H. . Cambridge University Press. 2004. ISBN 978-0-521-84094-1.
- Farris, Michael P. . The Home School Court Report. 2005, 21 (4): 6–10. （原始内容存档于2006-08-18）.
- Hall, Kermit L. . Millwood, NY: Kraus International. 1984. ISBN 978-0-527-37408-2.
- Kammen, Michael. . New York: Alfred A. Knopf. 1986. ISBN 978-0-394-52905-9.
- Kelly, Alfred Hinsey; Harbison, Winfred Audif; Belz, Herman.  7th edition. New York: Norton & Co. 1991. ISBN 978-0-393-96119-5.
- Levy, Leonard W. (编).  2nd edition. New York: Macmillan. 2000. ISBN 978-0-02-864880-4.
- Mazzone, Jason. . Tulsa Law Review. 2005, 40 (4): 671.
- Smith, Jean Edward; Levine, Herbert M. . Englewood Cliffs, New Jersey: Prentice Hall. 1988.
- Smith, Jean Edward. . New York: Henry Holt & Company. 1996.
- Smith, Jean Edward. . St. Paul, MN: West Publishing Company. 1989.

### 美国国家档案馆相关网页
- 《美国宪法》全文阅读 （页面存档备份，存于）
- 《权利法案》全文阅读 （页面存档备份，存于）
- 《美国宪法修正案》全文阅读 （页面存档备份，存于）

### 美国政府官方来源
- 美国宪法的介绍和解释 （页面存档备份，存于）:通过重要判例解说美国宪法。（美国参议院官方出版）
- 美国宪法及相关知识 （页面存档备份，存于）：（美国国会图书馆提供）

### 非官方网站
- 美国宪法的概览：（康奈尔大学法律信息中心）
- 美国宪法在线 （页面存档备份，存于）：美国宪法全文、历史背景及注释
- 各州对美国宪法表决结果记录[永久]
- 费城国家宪法中心 （页面存档备份，存于）：纪念馆、教育中心
  - 国家宪法中心《美国宪法》全文及修正案简体中文译版 （页面存档备份，存于）
- 美国宪法教育 （页面存档备份，存于）：学习美国宪法的网页
- 免费有声读物 （页面存档备份，存于）
- 注释美国宪法 （页面存档备份，存于）（美国国会图书馆提供的国会研究服务）
- 1902年章宗元《美國憲法》文言文譯本 （页面存档备份，存于）

### 民间各种宪法团体的网页
- 提倡小政府的团体
- 提倡增加美国众议院规模的团体 （页面存档备份，存于）
- U.S. 《自由市场出版物》，对宪法采取保守主义解释的团体
- 评论美国最高法院对宪法第一修正案解释的网页 （页面存档备份，存于）
- 19世纪主张美国宪法不具有权威的论文 （页面存档备份，存于）